# Forsthaus Falkenau
Forsthaus Falkenau ist eine von 1988 bis 2013 im Auftrag des ZDF produzierte Familienserie der neuen deutschen Filmgesellschaft (ndF).
Im Zentrum des Geschehens standen die Försterfamilien Rombach (bis 2006) und Leitner (von 2007 bis 2013). Zunächst spielte die Serie in dem fiktiven Ort Küblach im Landkreis Freyung-Grafenau im Bayerischen Wald, von 2011 bis 2013 war die ebenfalls fiktive Gemeinde Störzing am Ammersee Schauplatz der Handlung.
Mit der Ausstrahlung der 24. Staffel vom 11. Oktober bis zum 27. Dezember 2013 wurde die Serie nach 25 Jahren Laufzeit beendet.

## Rahmenhandlung und Grundkonzept

### Staffel 1 bis 17

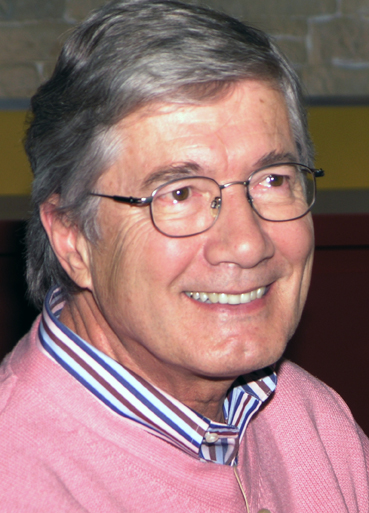
Christian Wolff stellte Martin Rombach in Staffel 1–17 dar.

Der erste Handlungsbogen der Serie ist an die Hauptrolle des Försters Martin Rombach geknüpft. Es ging in dieser Zeit um die Familien- und Alltagsgeschichten eines Försters und seiner Familie. Es wurde gezeigt, dass durch ökologisches Wirtschaften im Wald die Lebenskreisläufe im Gleichgewicht gehalten werden können.
Ausgangspunkt der Handlung ist der Umzug des verwitweten Holzeinkäufers Martin Rombach und seiner Familie von Augsburg nach Küblach im Bayerischen Wald, wo er eine Stelle als Revierförster antritt und später zum Forstamtmann befördert wird. Zur Familie gehören seine Kinder Andrea, Markus und Rica, seine Schwiegermutter Herta sowie seine Mutter Inge, die häufig zu Besuch kommt – anfangs aus Augsburg, wo sie eine Parfümerie besitzt und später aus Lanzarote, wo sie mit ihrem zweiten Ehemann Justus Feininger lebt. In Ricas Lehrerin Jutta Marquart findet Martin zunächst eine neue Lebensgefährtin. Aus der anfänglichen Annäherung zwischen ihm und Silva Baroness von Bernried entsteht eine Jahre währende, enge Freundschaft. Auch sein Vorgesetzter Forstdirektor Leonhard und sein Vorgänger Vinzenz Bieler, der später Oma Herta heiratet, werden enge Vertraute.
Im weiteren Verlauf der Handlung ist das turbulente Leben Martin Rombachs von stetigen Veränderungen gekennzeichnet. So stehen ihm wechselnde Partnerinnen und ein wachsendes familiäres Netzwerk zur Seite: Nachdem er sich von Jutta getrennt hat, die daraufhin nach Kenia ausgewandert ist, heiratet er die Tierärztin Angelika Grassmann. Mit ihr adoptiert er Peter Bellinghaus, den Sohn eines verstorbenen Waldarbeiters, und bekommt einen weiteren Sohn namens Florian. Nachdem sie bei einem Reitunfall ums Leben gekommen ist, lebt Martin mit seiner späteren dritten Ehefrau, der Apothekerin Susanna Mangold zusammen. Diese Ehe scheitert, als Susanna aus beruflichen Gründen in ihre Heimatstadt Berlin zurückkehrt. In der Tierärztin Sophie von Haunstein findet Martin eine neue Lebensgefährtin.
Auch Martin Rombachs Kinder bringen wechselnde Partner in die Familie. Andrea heiratet den Wildbiologen Tobias Arnhoff und lässt sich nach ihrem Studium als Tierärztin in Küblach nieder. Ihre Tochter Katharina entstammt einer Affäre mit dem Ballonfahrer Falko Wachsmuth. Nachdem Tobias Andrea verlassen hat und sie bei einem Waldbrand ums Leben gekommen ist, nehmen Martin und Susanna Katharina zu sich. Markus, der eine Ausbildung zum Tischler absolviert und später das Sägewerk Walzinger übernimmt, heiratet seine siebte Lebensgefährtin, die Försterin Lisa Carstens. Doch die Ehe der beiden scheitert. Anna Hansen wird Markus' zweite Ehefrau und die Mutter seines Sohnes David. Rica tritt in die Fußstapfen ihrer Stiefmutter und ihrer Schwester und studiert ebenfalls Tiermedizin. Sie findet in Falko Wachsmuth einen Lebensgefährten. Adoptivsohn Peter studiert Gartenbau, eröffnet dann aber zusammen mit seiner Ehefrau, der Arzthelferin Melanie, eine Bio-Pension auf dem elterlichen Hof. Nachdem sie diese haben aufgeben müssen, ziehen sie zusammen nach Regensburg. Doch Peter verlässt seine Frau und den gemeinsamen Sohn Manuel. Er arbeitet als Koch im „Ochsen“, bevor er nach einer Versöhnung wieder zu ihnen zieht.
Neben der Familie Rombach wird die Serie von weiteren Säulen getragen, die im Laufe der Jahre jeweils durch wechselnde Rollen fortbestehen. Martins beste Freunde sind Silva und Viktor Fabritius. Nach dem Scheitern der gemeinsamen Ehe bleibt Viktor in Küblach und verwaltet das Schloss von Silvas Familie, auf dem Herta und Vinzenz Wohnrecht auf Lebenszeit haben. Auch seine späteren Lebensgefährtinnen Beate Wellmann und Maria Claasen gehören zum Freundeskreis der Rombachs. Daneben gibt es die Wald- und späteren Gemeindearbeiter von Küblach: Franz Breitkreuz, Hermann Koller und Toni Lederer. Koller lebt zwischenzeitlich in Kanada und wird von Max Moser und später Schorsch Binder ersetzt. Er selbst kehrt zurück und nimmt wiederum Lederers Stelle ein. In seiner Funktion als Förster steht Martin außerdem in engem Kontakt zum Sägewerksbesitzer und späteren Bürgermeister Walzinger. Nach dessen Tod wird die Juristin Annegret Richter neue Bürgermeisterin von Küblach. Im Zentrum des Gemeindelebens steht das Gasthaus „Zum Ochsen“, das anfangs von Herrn Karger, dann von seinem Sohn Toni und später seiner Tochter Sibylle bewirtschaftet wird. Im Verlauf der Serie kommen als weitere Säule die Waldbauern von Küblach hinzu, die Martin immer wieder vor Probleme und Herausforderungen stellen. Dazu gehören neben der Aussiedlerfamilie Weißgerber, Wastl Schlüter, Erwin Maurer, Hans und Ferdinand Sailer, Walter Brucks, Vitus Kreidtmayr, Max Berger, Hubert Gassner, Stefan Brenner, Laura Bergmeister und Moritz Maiberger.
Nachdem Martin Rombach von seinem alten Freund Franz Staudinger das Naturreservat „Kumlumu“ in Südafrika geerbt hat, endet für ihn die Zeit in Küblach. Als Sophie und er sich das Reservat ansehen, kann Rombach Großwildjägern das Handwerk legen. Florian und Katharina folgen ihnen nach Afrika, wo die Familie gemeinsam beschließt, dass Rombach das Erbe annimmt und sie künftig dort leben werden. So erfüllt sich für ihn ein lang gehegter Traum, denn ein Leben in Afrika hat er sich schon immer gewünscht.

### Staffel 18 bis 21

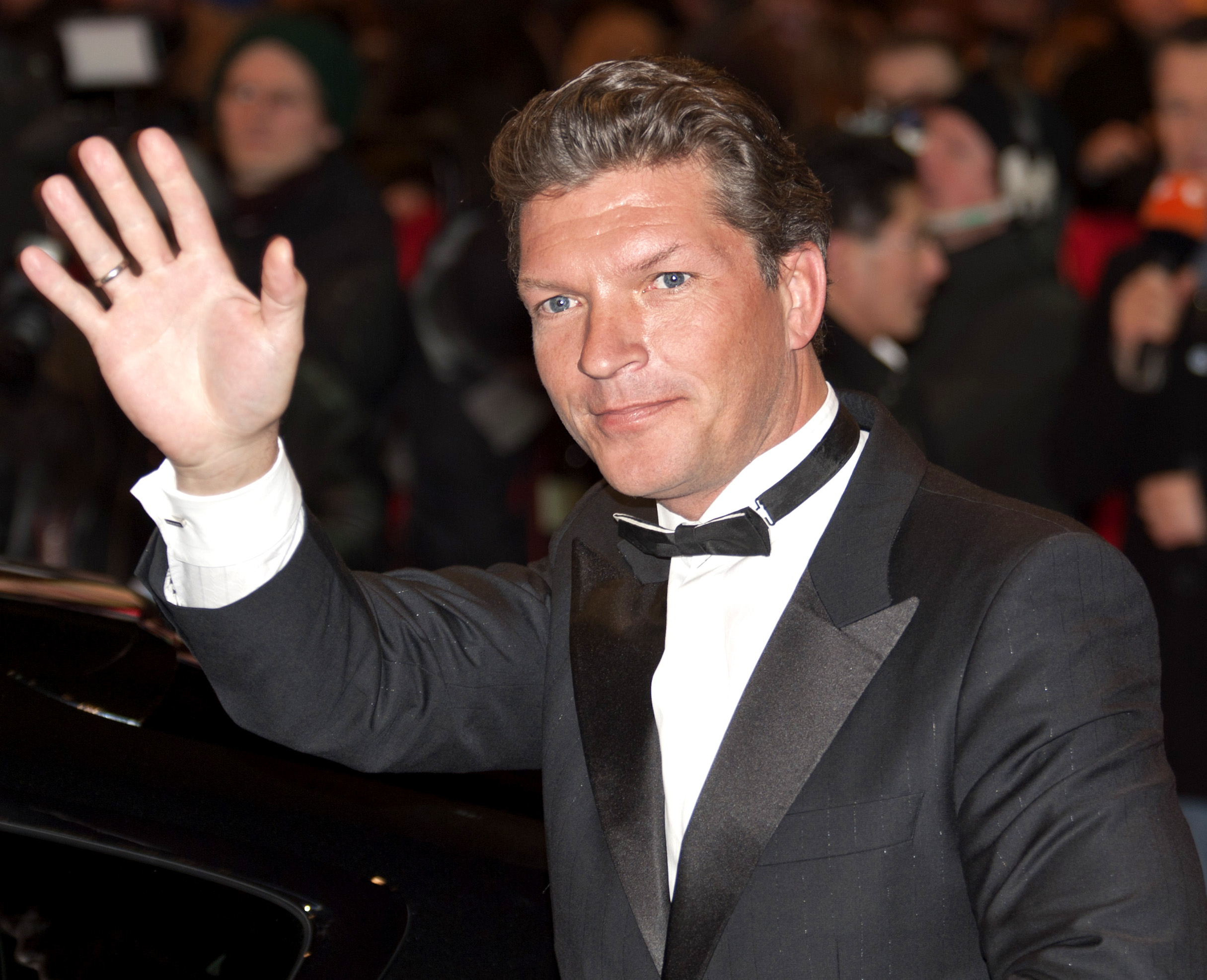
Hardy Krüger junior stellte Stefan Leitner ab Staffel 18 dar

Nachdem Martin Rombach Küblach verlassen hat, richtet sich der Fokus des Geschehens weg vom Großteil der bisherigen Haupt- und Nebencharaktere hin zu dem Förster Stefan Leitner.
Ausgangspunkt der Handlung ist die Familie von Stefan Leitner, einem kanadischen Ranger und Witwer, dessen Eltern Auswanderer sind und aus Küblach stammen. Nach seinem Studium und der Staatsprüfung war er seinen Eltern gefolgt. Stefan und seine bei einem Bootsunfall ertrunkene Ehefrau Carol haben eine 15-jährige Tochter namens Jenny, mit der er nach Küblach reist, um sein Elternhaus zu verkaufen. So erfährt er von der freien Försterstelle, auf die er sich erfolgreich bewirbt. Sein Vater Wolfgang, inzwischen ebenfalls verwitwet, und seine Tochter sind mit der Rückkehr nach Deutschland zunächst nicht einverstanden, wagen aber doch mit ihm zusammen den Neuanfang im Bayerischen Wald.
In Küblach lernt Stefan die Ärztin Sonja kennen, die selbst erst seit kurzem dort lebt. Aus ihrer Ehe mit Karsten Schwanthaler stammen die Kinder Daniel und Lisa. Sonja und Stefan verlieben sich ineinander und schon bald lebt die Patchworkfamilie gemeinsam in Stefans Elternhaus, welches nun das „Forsthaus Falkenau“ ist. Nachdem Sonja schwanger geworden ist, beschließen Stefan und sie, zu heiraten. Erst nach der Hochzeit gesteht Sonja Stefan, dass sie ihn mit Karsten betrogen hat und er nicht der leibliche Vater des kleinen Lukas ist. Die Familie zerbricht an diesem Fehltritt, und Sonja verlässt Küblach mit ihren drei Kindern. Nachdem sie auf dem Weg zu ihrem Scheidungsanwalt von einem Auto angefahren und tödlich verletzt worden ist, kehren Daniel, Lisa und Lukas ins Forsthaus zurück. Später lernt Stefan die Tierärztin Marie Stadler kennen und findet in ihr eine neue Lebensgefährtin. Maries in Scheidung lebende Schwester Daniela Königstein besitzt einen Reiterhof in der Nähe Küblachs.
Stefans Vater Wolfgang trifft in Küblach seine Jugendliebe Marianne Rainders wieder. Die Liebe der beiden entfacht erneut und so heiraten sie. Gemeinsam mit Mariannes Bruder Josef Neureuther leben sie auf dem Hof von Marianne und ihrem verstorbenen ersten Ehemann, wo sie eine Pension betreiben und nicht zuletzt das turbulente Familienleben von Stefan unterstützen.
Neben der Familie des Försters bestehen auch die anderen tragenden Säulen des Konzeptes weiterhin. Die drei Gemeindearbeiter Breitkreuz, Koller und Binder sind auch für Stefan tätig. Den Posten von Herrn Leonhard hat nun Julius Brandner übernommen und steht Stefan beratend zur Seite. Als neuer Förster hat dieser zunächst sehr mit den einheimischen Waldbauern zu kämpfen, die große Vorurteile gegen ihn haben. Nach und nach kann er die Küblacher allerdings von seinen Fähigkeiten überzeugen und gewinnt ihre Anerkennung. Als einzige der früheren Hauptcharaktere wurden Markus und Anna Rombach in den neuen Handlungsbogen übernommen. Sein Sägewerk markiert häufige Berührungspunkte von Markus und Stefan, wodurch auch eine Freundschaft der beiden entsteht. Und Anna wird Küblachs neue Bürgermeisterin, nachdem Annegret Richter aus familiären Gründen umgezogen ist. In dieser Eigenschaft steht sie Stefan wohlwollend zur Seite. Die Ehe von Markus und Anna geht in die Brüche. Sie verliebt sich in den Unternehmer Max Bachhofer, den unehelichen Sohn von Mariannes verstorbenem Ehemann Franz, und zieht zusammen mit ihrem Sohn David vorübergehend zu ihm. Doch die Beziehung ist nur von kurzer Dauer.
Am Ende dieses Handlungsbogens ist die Zukunft für Stefan und Marie in Küblach ungewiss. Sie hat zwischenzeitlich in einer Klinik am Tegernsee als Tierärztin gearbeitet und diese Stelle wieder aufgegeben, um mit ihm keine Fernbeziehung führen zu müssen. Zeitgleich wurde die Forstdienststelle Küblach geschlossen, so dass Stefan nun ebenfalls arbeitslos ist. Seine Tochter Jenny wiederum verlässt Küblach, um ein Jahr lang mit ihrem Freund Jan in den USA zu verbringen.

### Staffel 22 bis 24
Nachdem Stefan Leitner seine Stelle als Förster von Küblach verloren hat, richtet sich der Fokus des Geschehens nach Störzing am Ammersee, wo er künftig arbeiten und leben wird. Küblach und seine Bewohner sind nicht länger Bestandteil der Handlung. Aus verschiedenen Gründen folgen Stefan im Verlauf der 22. Staffel alle weiteren Hauptcharaktere nach Störzing: Lisa und Lukas müssen als seine Kinder zwangsläufig mit ihm gehen. Marie möchte keine Fernbeziehung führen und versucht zunächst erfolglos, sich eine neue Existenz als Tierärztin aufzubauen. Mariannes Hof wird durch ein Feuer völlig zerstört, woraufhin Josef, Wolfgang und sie Zuflucht im neuen Forsthaus suchen. Einem Wiederaufbau des Hofes fühlt sie sich nicht mehr gewachsen, so dass die drei in einer ehemaligen Jugendherberge in Störzing ein neues Zuhause finden. Daniel wohnt zunächst an seinem Studienort Weihenstephan, zieht aber nach Abbruch seines Studiums und Beginn seiner Ausbildung ebenfalls nach Störzing. Jenny hat ein Jahr lang mit ihrem Freund Jan in den USA verbracht und kehrt überraschend zu ihrer Familie zurück. Auch Maries Schwester Daniela und ihr Reiterhof bleiben der Serie erhalten. Es wird erklärt, dass Störzing vom Reiterhof aus durch eine neue Umgehungsstraße besser zu erreichen ist. Damit ist den Charakteren ein wechselseitiger Besuch weiterhin regelmäßig möglich. Die Entfernung von Störzing und Küblach wird trotzdem als so groß dargestellt, dass ein Umzug von Stefan zwingend notwendig ist. Danach steht dieser weiterhin in sporadischem Kontakt zu Franz Breitkreuz, der von seinem Nachfolger entlassen und frühverrentet worden ist und nun auf Danielas Hof aushilft. Stefan bietet ihm eine Stelle in Störzing an, so dass Breitkreuz dort ein neues Leben beginnt. Damit ist die Rolle des Franz Breitkreuz nicht nur die einzige Nebenrolle, die in das neue Konzept übernommen wurde, sondern auch die einzig verbliebene, die seit der ersten Staffel Bestandteil der Serie ist. Sina, die treue Jagdhündin von Stefan, wird wegen Krebs und der damit verbundenen Schmerzen eingeschläfert, was allen Familienmitgliedern weh tut.

## Episoden

### Langfolgen
Im Verlauf der Serie gab es fünf Langfolgen, d. h. Episoden in Spielfilmlänge:
- Folge 1: Ein neuer Anfang (11. April 1989): der Pilotfilm zur Serie, in dem Martin Rombach die Entscheidung trifft, mit seiner Familie nach Küblach zu ziehen. Bei Wiederholungen wird diese Folge bisweilen in zwei Teilen ausgestrahlt.
- Folgen 28 und 29: Sturm/Der Mustergatte (14. Oktober 1992). Die beiden ersten Episoden der dritten Staffel sollten ursprünglich separat ausgestrahlt werden, wurden dann aber zu einem Pilotfilm mit dem Titel Stürme zusammengeschnitten. Dieser beginnt mit der Folge Der Mustergatte, die inhaltlich eigentlich nach der Folge Sturm liegt. In dieser Form wurden die beiden Episoden nur ein Mal ausgestrahlt, bei Wiederholungen werden sie separat gezeigt – mit Ausnahme des Heimatkanals. Auch bei der Ausstrahlung im ORF 2 wurde die ursprüngliche, zweiteilige Version verwendet, wobei man zuerst die Folge Der Mustergatte zeigte. Die DVD-Veröffentlichung der dritten Staffel beinhaltet den Zusammenschnitt.
- Folgen 152 und 153: Mutterliebe und Wilde Jagd bildeten am 21. Mai 2009 den Auftakt zu einer Reihe von Wiederholungsfolgen am Vormittag im ZDF. Aus diesem Anlass wurden die beiden Episoden zu einer Langfolge zusammengeschnitten.
- Folge 220: Entscheidung in der Savanne war die Schlussfolge der 17. Staffel, in der Martin sein zukünftiges Umfeld in Südafrika kennenlernt und sich dafür entscheidet, das Erbe anzutreten.
- Folge 221: Alte Heimat, ganz neu eröffnete den neuen Handlungsbogen mit Stefan Leitner als neuem Förster. Ähnlich dem ersten Pilotfilm zeigt diese Folge den Förster in seinem Vorleben, hier in Kanada. Leitner bewirbt sich und seine Familie folgt ihm nach Küblach.
- Folge 236: Gefangen auf Teneriffa bildete den Auftakt für die 19. Staffel. Stefan Leitner und seine Lebensgefährtin Sonja Schwanthaler sind beruflich und zur Erholung auf Teneriffa. Sonja wird entführt, als sie bei einem Diebstahl von seltenen Echseneiern zufällig dem Dieb in die Quere kommt. Stefan kann sie mit Hilfe seines Vaters und Josef Neureuthers befreien, die einen Last-Minute-Trip nach Teneriffa gebucht hatten.
- Folge 252: Das Island-Abenteuer bildete den Auftakt zur 20. Staffel.

### Specials
Das ZDF sendete in den 1990ern drei Filme mit jeweils vier oder fünf Kurzepisoden bekannter Familienserien. Forsthaus Falkenau ist dabei die einzige, die in jedem Film dabei war. Am 26. Dezember 1991 wurde Das größte Fest des Jahres – Weihnachten bei unseren Fernsehfamilien gezeigt. Angelika und Martin feiern Weihnachten hier zum ersten Mal mit der ganzen Familie. Doch bevor es besinnlich wird, reagiert Angelika misstrauisch auf Martins gehäufte Besuche im Forstamt bzgl. vermeintlicher Umstrukturierungen. Am 23. Dezember 1995 folgte das zweite Special gleichen Titels. Hier erzählt Martin seinem jüngsten Sohn, dass zu Weihnachten die Tiere sprechen und die Menschen verstehen könnten. Florian möchte mit den Enten im Weiher sprechen und macht sich heimlich mit Wuschel auf den Weg. Am 31. Dezember 1999 lief das bisher letzte Serienspecial mit dem Titel Silvester 1999: reine Nervensache: Bauer Brucks schenkt den Rombachs ein – lebendiges – Spanferkel und bringt damit die Planung des Abends gehörig durcheinander. Die jeweils etwa 22 Minuten langen Episoden wurden bisher alle nur ein einziges Mal ausgestrahlt. Lediglich die Specials von Freunde fürs Leben und Unser Charly wurden 2000 bzw. 2002 als Lückenfüller im Festtagsprogramm separat und mit den jeweiligen Serienvorspannen wiederholt.

## Besetzung mit Erläuterungen

### Hauptdarsteller
| in der Reihenfolge ihres ersten Auftretens (Ausschlusskriterium: Nennung im Vorspann) | in der Reihenfolge ihres ersten Auftretens (Ausschlusskriterium: Nennung im Vorspann) | in der Reihenfolge ihres ersten Auftretens (Ausschlusskriterium: Nennung im Vorspann) |
| Schauspieler                                                                          | Rolle und Beschreibung | Folgen (Staffeln)                                                                     |
| ------------------------------------------------------------------------------------- | --- | ------------------------------------------------------------------------------------- |
| Christian Wolff                                                                       | Martin Rombach hat Forstwirtschaft studiert, arbeitet aber zugunsten des Berufs seiner Ehefrau Karin zunächst als Holzeinkäufer in Augsburg und wird dann Förster in Küblach, wo er bereits 20 Jahre zuvor ein Praktikum absolviert hat. Während seiner Zeit dort wird er zum Forstamtmann befördert, verfügt nach mehreren Erweiterungen über das größte Revier der Gegend und ist auch forstlicher Berater der Gemeinde. Sein turbulentes Leben wird bestimmt von einer großen Familie (fünf Kinder, drei Enkelkinder, drei Ehen, von denen zwei durch Unfalltod enden) und wechselnden Herausforderungen und Problemen beruflicher Natur, etwa mit der Küblacher Waldbauernschaft. Jahre später wandert Martin nach Südafrika aus, um dort ein Naturreservat zu leiten. | 1–220 (1–17)                                                                          |
| Katharina Köhntopp                                                                    | Dr. Andrea Arnhoff, geb. Rombach ist Martins älteste Tochter aus erster Ehe. Sie ist leidenschaftliche Geigenspielerin und verliebt sich unglücklich in ihren Lehrer Jonas Schermann (Robert Atzorn). Erst der Forstwirtschaftsstudent Eberhard Rau (Philipp Moog) kann sie trösten. Als sie zufällig von seiner Geliebten (Jennifer Nitsch) erfährt, beendet Andrea enttäuscht die kurze Beziehung. Später ist sie mit Franz Stockinger liiert, bis auch dieser sie betrügt. Obwohl sie in Gießen Veterinärmedizin studieren könnte, hält sie die Trennung geheim und geht nach München, wo sie mit ihm zusammenleben wollte. Dort beginnt sie ein Praktikum im Tierpark Hellabrunn und erweitert ihre Kenntnisse später im Frankfurter Zoo. Sie studiert doch noch in München, wird Tierärztin und eröffnet eine Praxis auf dem Bellinghaus-Hof. Sie verliebt sich in den Wildbiologen Tobias Arnhoff, betrügt ihn aber mit dem Ballonfahrer Falko Wachsmuth und bekommt ein Kind von ihm. Als es in ihrer Ehe mit Tobias zunehmend kriselt, verlässt dieser sie und ihre Tochter Katharina. Andrea stirbt, als sie ihre Tochter bei einem Waldbrand retten will. | 1–132 (1–11)                                                                          |
| Michael Wolf                                                                          | Markus Rombach ist Martins Sohn aus erster Ehe. Er beginnt eine Lehre zum Tischler und steigt dann als Teilhaber ins Sägewerk ein, bevor er es nach Walzingers Tod ganz übernimmt und sogar das Sägewerk im Nachbardorf dazu kauft. Nach kurzen Affären und gescheiterten Beziehungen zu Tina Frank (Claudia Lössl), Lisa (Stephanie Philipp), Katja Weißgerber, Carmen Niemeyer, Liane Gershoff und Gilda Schneider heiratet er die Försterin Lisa Carstens, doch die Ehe zerbricht nach kurzer Zeit. Da Markus sich noch nicht von Lisa lösen kann, wendet sich die Hebamme Sonja Krüger enttäuscht von ihm ab. Erst in Anna Hansen findet Markus eine neue Liebe. Die beiden bekommen einen Sohn namens David und heiraten. Zwischenzeitlich ist Markus infolge eines Unfalls auf einen Rollstuhl angewiesen. Als Stefan Leitner nach Küblach kommt, wird Markus dessen bester Freund. Zeitgleich gehen die Ehen der beiden in die Brüche. Anna verliebt sich in einen anderen Mann und zieht zusammen mit David aus. | 1–277 (1–21)                                                                          |
| Nicole Schmid                                                                         | Ricarda „Rica“ Rombach ist Martins jüngste Tochter aus erster Ehe. Benno wird ihre erste Liebe, bevor sie nach dem Abitur als Au-pair-Mädchen in die Provence geht und ihn wegen Pascal verlässt. Später ist sie zum Leidwesen ihres Vaters mit dem wesentlich älteren Antoine Lacombe (Pavel Fieber) liiert. Doch sie trennt sich von ihm, bricht ihr Germanistikstudium in Paris ab und kehrt nach Küblach zurück. Dort verliebt sie sich in Falko, den leiblichen Vater ihrer Nichte. Zusammen mit ihm zieht sie nach München, um dort Tiermedizin zu studieren, wie sie es vor ihrer Zeit in Frankreich ursprünglich wollte. Später hilft sie Sophie in ihrer Praxis in Küblach. | 1–219 (1–17)                                                                          |
| Bruni Löbel                                                                           | Herta Bieler, geb. Gutenberg, verw. Stolze ist die Mutter von Martins erster Ehefrau Karin, mit der sie nach Augsburg geflohen ist. Ihr Ehemann ist seit dem Krieg vermisst. Sie versorgt Martins Familie und zieht mit nach Küblach, wo sie später Vinzenz Bieler heiratet. Nachdem ihnen die Wohnung gekündigt worden ist, ziehen sie aufs Schloss Bernried und bekommen von Silva Wohnrecht auf Lebenszeit als Hochzeitsgeschenk. Später eröffnet sie einen Antiquitätenhandel auf dem Schloss. | 1–219 (1–17)                                                                          |
| Walter Buschhoff                                                                      | Vinzenz Bieler war vor Martin über 30 Jahre lang Förster von Falkenau. Er wird dessen Freund und Berater und heiratet später seine Schwiegermutter Herta. Nach seiner Pensionierung kümmert er sich um den Bernriedschen Forst und beteiligt sich am Gemeindeleben von Küblach. Er ist Mitglied der Freiwilligen Feuerwehr und des Gemeinderates. | 1–219 (1–17)                                                                          |
| Anja Kruse                                                                            | Dr. Angelika Rombach, geb. Grassmann ist die Tochter von Max (Hans Quest) und Trude Grassmann (Ingrid Capelle). Während ihres Studiums war sie mit Martins Schulfreund Viktor Fabritius liiert. Als neue Tierärztin kommt sie nach Küblach, wird Martins zweite Ehefrau und die Mutter von Florian. Sie eröffnet eine Praxis im Forsthaus, kommt aber dann bei einem Reitunfall ums Leben. | 15–52 (2–4)                                                                           |
| Nikolai Bury                                                                          | Peter Rombach, geb. Bellinghaus ist der Sohn des verwitweten Landwirts und Aushilfs-Waldarbeiters Xaver Bellinghaus (Udo Thomer), der an einer Allergie gegen Wespenstiche leidet und nach einem solchen stirbt. Entgegen dem Willen von Bellinghaus’ plötzlich auftauchendem Bruder Alois (Fred Stillkrauth) bekommt Martin die Vormundschaft für Peter. Dieser studiert zunächst Gartenbau, arbeitet aber dann als Koch im Ochsen. Nachdem ihn seine erste Liebe Janina (Barbara Herschbach) ohne Abschied verlassen hat, heiratet er Melanie Baumann (Kathrin Spielvogel), mit der er zwischenzeitlich eine Bio-Pension auf dem elterlichen Hof führt. Doch nach dem gemeinsamen Umzug nach Regensburg geht die Ehe in die Brüche. Später versöhnen sich die beiden, woraufhin er wieder zu ihr und dem gemeinsamen Sohn Manuel zurückzieht. | 18–219 (2–17)                                                                         |
| Nora von Collande                                                                     | Dr. Susanna Rombach, gesch. Mangold ist eine alte Freundin von Silva. Als sie zu Besuch in Küblach ist, lernen Martin und sie sich kennen und lieben. Sie steigt aus der gemeinsamen Apotheke mit ihrem geschiedenen Mann Hans-Georg Mangold (Gerd Grasse) in Berlin aus und führt in Küblach die Klosterapotheke von Dr. Waldmeier (Thomas Reiner) weiter. Später arbeitet sie vorübergehend als Krankenhausapothekerin in Passau und als Heilpädagogin in Küblach. Sie wird Martins dritte Ehefrau und wie eine Mutter für Florian und Katharina. Aus beruflichen Gründen geht sie später zurück in ihre Heimatstadt Berlin. Die Ehe wird geschieden. | 60–177 (5–14)                                                                         |
| Dennis & Sascha Hornig                                                                | Florian Michael Rombach ist der Sohn von Martin und Angelika. Als er in der Schule zunehmend auffällig wird, stellt man seine Hochbegabung fest. Daraufhin besucht er ein Internat in Passau. Er geht mit Martin und Sophie nach Südafrika, wo er eine internationale Schule besuchen wird. (Die Rolle wurde bereits in den Folgen 41 bis 66 von ungenannten Kindern und in den Folgen 67 bis 79 von Thomas Schütz und Stefan Brandenburger dargestellt.) | 80–220 (7–17)                                                                         |
| Cheyenne & Valentina Pahde                                                            | Katharina Arnhoff ist Andreas außereheliche Tochter mit Falko. Sie wächst zunächst bei Andrea und Tobias auf, bis dieser die Familie verlässt. Nach Andreas Tod bekommen Martin und Susanna das Sorgerecht für sie. Ihr leiblicher Vater Falko hat sporadischen Kontakt zu ihr. Sie geht mit Martin und Sophie nach Südafrika, wo sie eine internationale Schule besuchen wird. (Die Rolle wurde in den Folgen 97 bis 131 bereits abwechselnd von Melanie Trenkler, Joshua Moral-Falke und Ramona Hein dargestellt.) | 132–220 (11–17)                                                                       |
| Julia Grimpe                                                                          | Dr. Anna Rombach, geb. Hansen arbeitet zunächst als Bedienung im Ochsen, während sie ihre Doktorarbeit schreibt. Als sie nach einem One-Night-Stand mit Markus schwanger ist, werden die beiden ein Paar. Nach Davids Geburt heiraten sie. Später wird Anna Archivarin der Gemeinde und Bürgermeisterin von Küblach. Inzwischen gehen die Lebensplanungen von Markus und ihr auseinander, so dass die Ehe der beiden zerbricht. Anna geht eine kurze Beziehung mit Max Bachhofer ein und zieht mit David vorübergehend zu ihm. | 161–278 (13–21)                                                                       |
| Anja Schüte                                                                           | Sophie von Haunstein kommt als Tierärztin nach Küblach. Als ihr die Praxisräume gekündigt werden, zieht sie in Susannas frühere Praxis am Forsthaus. Martin und sie kommen sich näher und sie wird seine neue Partnerin. Zwischenzeitlich sorgt ihre Nichte Caroline „Caro“ (Julia Dietze) für Aufregung im Forsthaus. Sophie wandert gemeinsam mit Martin nach Südafrika aus. | 164–220 (13–17)                                                                       |
| Hardy Krüger jr.                                                                      | Stefan Leitner kehrt als neuer Förster zurück in seinen Heimatort Küblach. Er ist verwitwet, findet aber in Sonja eine neue Liebe. Zusammen mit ihren Kindern leben sie als Patchworkfamilie im Forsthaus. Nach ihrer Hochzeit gesteht Sonja Stefan, dass er nicht der leibliche Vater von Baby Lukas ist und die Familie bricht auseinander. Als Sonja stirbt, nimmt er ihre drei Kinder wieder bei sich auf. Später werden Stefan und Marie ein Paar. Als die Forstdienststelle Küblach geschlossen wird, ziehen sie nach Störzing am Ammersee, wo Stefan eine neue Stelle angeboten wird. Hier errichtet er ein Walderlebniszentrum. Während einer schwierigen Phase seiner Beziehung zu Marie betrügt er sie mit Daniela, doch Marie verzeiht ihm nach einiger Zeit. | 221–321 (18–24)                                                                       |
| Tina Bordihn                                                                          | Sonja Schwanthaler, geb. Neumann † kommt als neue Ärztin nach Küblach. Zu diesem Zeitpunkt sind ihre Eltern bereits beide tot und ihr Bruder Thomas (Steffen Wink) lebt in Island. Aus ihrer geschiedenen Ehe mit Karsten hat sie zwei Kinder namens Daniel und Lisa, die bei ihr leben. Sonja freundet sich mit Anna Rombach an und wird Stefan Leitners zweite Ehefrau. Die Ehe der beiden scheitert letztlich, als sie ihm gesteht, dass nicht er, sondern Karsten auch der Vater des vermeintlich gemeinsamen Sohnes Lukas ist. Während Stefan versuchen möchte, die Familie zu retten, will Sonja die Scheidung einreichen. Spätere telefonische Kontaktaufnahmen von ihr scheitern. Sie wird auf dem Weg zu ihrem Anwalt von einem Auto angefahren und tödlich verletzt. | 221–269 (18–21)                                                                       |
| Teresa Klamert                                                                        | Jenny Leitner ist die Tochter von Stefan und Carol. Sie begleitet ihren Vater nach Küblach und macht dort Abitur. Der Kletterer Jan (Tobias Schönenberg) wird ihre erste große Liebe. Sie verlässt Küblach, um ein Jahr mit ihm in den USA zu verbringen. Nach ihrer Trennung kehrt Jenny überraschend zu ihrer Familie zurück, die inzwischen in Störzing lebt. Dort stellt sich heraus, dass sie schwanger ist. Nachdem sie von einem Auto angefahren worden ist, verliert sie das Baby. Trost findet sie bei ihrem neuen Freund Konstantin, mit dem sie zusammenzieht. Sie findet eine Stelle als freie Mitarbeiterin einer Zeitung. | 221–321 (18–24)                                                                       |
| Lion Sokar                                                                            | Daniel Schwanthaler ist der älteste Sohn von Sonja und Karsten. Er hat zunächst große Probleme damit, Stefan als Stiefvater zu akzeptieren. Nach dem Tod seiner Mutter ist er froh, mit seinen Geschwistern ins Forsthaus zurückkehren zu können. Durch ein Praktikum in Stefans Revier motiviert, möchte er Förster werden. Nach dem Abitur beginnt er ein Studium in Weihenstephan, bricht dieses auf Grund von Problemen mit der Theorie ab. Unter Anleitung von Franz Breitkreuz möchte er eine Ausbildung absolvieren. In seiner Freizeit hilft er Petra Gebauer auf ihrem Hof aus und zieht zu ihr. Die beiden werden ein Paar. | 221–321 (18–24)                                                                       |
| Paulina Schwab                                                                        | Lisa Schwanthaler ist die Tochter von Sonja und Karsten. Nachdem ihre Mutter verstorben ist und ihr leiblicher Vater nicht mehr in Deutschland lebt, erhält Stefan das Sorgerecht für sie. Es fällt ihr anfangs schwer, sich an ihrem neuen Wohnort Störzing einzuleben. | 221–321 (18–24)                                                                       |
| Martin Lüttge                                                                         | Wolfgang Leitner ist Stefans verwitweter Vater, der einst nach Kanada ausgewandert war. Auch er kehrt nach Küblach zurück, wo er seine Jugendliebe Marianne wiedersieht. Er zieht zu ihrem Bruder Josef und ihr und heiratet sie. Josef wird sein bester Freund, mit dem ihn eine Hassliebe verbindet. Nachdem ein Feuer den Hof von Marianne zerstört hat, folgen die drei Stefan und seiner Familie nach Störzing. | 221–312 (18–24)                                                                       |
| Veronika Fitz                                                                         | Marianne Rainders ist die Witwe von Franz Rainders und die Schwester von Josef Neureuther. Sie betreibt in Küblach eine kleine Pension. Als ihre Jugendliebe Wolfgang Leitner zurückkehrt, keimen alte Gefühle wieder auf und die beiden heiraten. Später muss sie schockiert erfahren, dass Franz, dessen Namen sie auch in ihrer zweiten Ehe weiterhin trägt, einen unehelichen Sohn namens Max Bachhofer hat. | 223–321 (18–24)                                                                       |
| Günther Schramm                                                                       | Josef Neureuther ist der Bruder von Marianne. Als seine Ehe mit Gerlinde (Gerlinde Locker), deren Namen er trägt, gescheitert ist, zieht er auf den Hof seiner Schwester. Deren Ehemann Wolfgang Leitner wird sein bester Freund, der ihn gelegentlich mit seinen Ideen zur Verzweiflung bringt. | 223–320 (18–24)                                                                       |
| Gisa Zach                                                                             | Dr. Marie Stadler hat sich nach dem frühen Tod der Eltern um ihre jüngere Schwester Daniela gekümmert. Mit ihrem früheren Lebensgefährten Dr. Michael Lobinger (Nicki von Tempelhoff) lebte sie zeitweilig in Afrika. In Küblach verliebt sie sich in Stefan und arbeitet vertretungsweise als Tierärztin. Eine neue Stelle in einer Tierklinik am Tegernsee gibt sie auf, da sie nicht länger eine Fernbeziehung führen möchte. Als Stefan nach Störzing zieht, lehnt sie es aus demselben Grund ab, in Küblach die Praxis von Dr. Mödinger zu übernehmen. Sie folgt ihm, betreibt dort zunächst einen mobilen Tierarztservice und eröffnet Praxisräume neben der Pension von Marianne. Nachdem Stefan sie mit Daniela betrogen hat, trennt sie sich zunächst von ihm, verzeiht ihm aber doch. | 268–321 (21–24)                                                                       |
| Maxi Warwel                                                                           | Daniela Königstein, geb. Stadler ist Maries jüngere Schwester. Nach ihrer Scheidung betreibt sie einen Reiterhof zwischen Küblach und Störzing. Stefan und seine Familie halten sich dort sowohl aus privaten als auch beruflichen Gründen häufig auf. Aus ihrer besonderen Sympathie für Stefan macht Daniela keinen Hehl. Auf die Annäherungsversuche von Peter Kögl geht sie zunächst nur widerwillig ein und kann sich anfangs auch nicht auf eine Beziehung mit ihm einlassen. Nach einem Seitensprung von Daniela mit Stefan trennt Peter sich von ihr, bevor die beiden doch wieder ein Paar werden und heiraten. Bei einem Tauchunfall kommt sie ums Leben. | 268–312 (21–24)                                                                       |
| Manou Lubowski                                                                        | Peter Kögl ist Bürgermeister der Gemeinde Störzing am Ammersee. Es war sein Wunsch, dass Stefan Leitner dort als Förster arbeitet. Er verliebt sich in Daniela, die ihm zunächst ablehnend gegenübersteht. Nachdem sie ihn mit Stefan betrogen hat, trennt Peter sich von ihr. Doch er kann ihr verzeihen und die beiden heiraten. Nach dem Tauchunfall von Daniela ist Kögl verwitwet. | 282–321 (22–24)                                                                       |

### Nebendarsteller
| in der Reihenfolge ihres ersten Auftretens (Ausschlusskriterien: Auftritte in mindestens fünf Folgen und in mehr als einer Staffel) | in der Reihenfolge ihres ersten Auftretens (Ausschlusskriterien: Auftritte in mindestens fünf Folgen und in mehr als einer Staffel) | in der Reihenfolge ihres ersten Auftretens (Ausschlusskriterien: Auftritte in mindestens fünf Folgen und in mehr als einer Staffel) |
| Schauspieler | Rolle und Beschreibung | Folgen (Staffeln) |
| --- | --- | --- |
| Gisela Uhlen | Ingeborg „Inge“ Feininger, verw. Rombach ist Martins Mutter und besitzt eine Parfümerie in Augsburg. In Andreas Vermieter Justus Feininger findet sie eine neue Liebe. Nachdem sie ihr Geschäft aufgegeben hat, lebt sie zwar mit ihm auf Lanzarote, besucht ihre Familie aber häufig. | 1–219 (1–17) |
| Jutta Speidel | Silva Baroneß von Bernried ist die Tochter von Max Baron von Bernried (Paul Hubschmid; sein Bruder heißt später fälschlicherweise ebenfalls Maximilian „Max“ (Hans von Borsody)) und wird nach einer anfänglichen Liebelei mit Martin eine gute Freundin der Familie Rombach. Sie arbeitet anfangs als Hotelmanagerin in Berlin und München, kümmert sich aber später vermehrt um den Erhalt des Schlosses ihrer Familie und bis zu deren Schließung auch um die zugehörige Glasfabrik. Sie ist zunächst mit Eric Zurbriggen (Sky du Mont) liiert und heiratet später Viktor Fabritius. Als die beiden sich auseinandergelebt haben, zieht sie mit dem Wildbiologen Eric Gulbinsky (Reiner Schöne) nach Kanada. | 1–77 (1–6) |
| Georg Marischka | Franz (später Georg) Walzinger † ist der Besitzer des Sägewerks Walzinger und später auch Bürgermeister von Küblach. In dieser Funktion steht er in regem Kontakt zu Martin und auch seiner Familie. Außerdem vollzieht er die standesamtlichen Trauungen von Markus und Lisa und Martin und Susanna. Später will er sein Amt niederlegen und sich wieder dem Sägewerk zuwenden, stirbt dann an einem Schlaganfall. Sein Erbe ist sein unehelicher Sohn, der Zahntechniker Gebauer (Christoph Moosbrugger). Dieser verkauft Markus seine Anteile. | 1–136 (1–11) |
| Norbert Gastell | Forstdirektor Leonhard ist Martins Vorgesetzter und in der Regel ein Verfechter seiner Ideen und Ziele. Als er Martins Hündin Aika vor zwei aggressiven Pitbulls retten will, erleidet er einen Herzinfarkt. Infolgedessen muss er beruflich kürzertreten und wird zwischenzeitlich durch Dr. Braun (Siegfried W. Kernen) und Hans-Peter Wilke (Ingo Seeckts) vertreten bzw. ersetzt. Herta unterstützt ihn mitunter im Haushalt, da er keine Familie hat. Nach Martins Kündigung geht er in den Ruhestand. | 1–219 (1–17) |
| Hans Stadlbauer | Wilhelm „Willi“ (Staffel 1–3)/Franz (ab Staffel 4) Breitkreuz war zunächst in der väterlichen Landwirtschaft tätig und arbeitete ab 1968 unter den Förstern Bieler, Rombach und Leitner als Waldarbeiter. Nach der Forstreform ist er Gemeindearbeiter in Küblach. Er war verheiratet, doch seine Frau hat die gemeinsame Tochter Theresia „Resi“ (Isabel Schauerte) und ihn verlassen. Seine Lebensgefährtin Marianne trennt sich ebenfalls von ihm und später verlässt auch die Tochter Küblach, um in Hamburg eine Ausbildung zu machen. Nach Leitners Umzug nach Störzing wird Breitkreuz von dessen Nachfolger entlassen und in Frührente geschickt. Auf Leitners Angebot hin wird Breitkreuz dessen Vorarbeiter in Störzing. Als Franziska Sauer an einem von ihm betreuten Baumfällkurs teilnimmt, verliebt er sich in sie. Die beiden wagen einen gemeinsamen Neuanfang in Störzing. Breitkreuz ist die einzige Figur, die über die gesamte Laufzeit der Serie in jeder Staffel präsent ist. (Fehler: In den späteren Staffeln wird Breitkreuz' Privatleben nicht mehr erwähnt und er sagt sogar, er habe keine Familie. In Folge 5 heißt es, er sei „schon fast 50“. Demzufolge hat er zum Zeitpunkt seiner Frühverrentung längst das Rentenalter erreicht.) | 1–318 (1–24) |
| Volker Prechtel | Toni Lederer war seit 1968 Waldarbeiter unter Vinzenz Bieler und Martin Rombach. Er ist Nebenerwerbslandwirt. (Die Rolle wird nach dem Tod des Darstellers nicht mehr erwähnt.) | 1–114 (1–9) |
| Hermann Giefer | Hermann Koller war seit 1968 Waldarbeiter unter Bieler, Rombach und Leitner und ist Nebenerwerbslandwirt. Er hat keine Familie, aber mehrere kurze Affären, u. a. mit Sieglinde „Cindy“ Breuer (Christine Neubauer). Zwischenzeitlich lebt er zwei Jahre lang in Kanada, kehrt nach der Trennung von Olivia Langleiter (Conny Glogger) zurück. Im Revier sorgt er durch mehrere schwere Unfälle, die mitunter auf sein waghalsiges und unvernünftiges Verhalten zurückzuführen sind, für Aufregung. Nach der Forstreform wird er Arbeiter für die Gemeinde Küblach. | 1–277 (1–21) |
| Helmut Alimonta | Herr Karger ist der Wirt des Gasthauses „Zum Ochsen“. Seine Kinder Toni und Sibylle lösen ihn ab. Im „Ochsen“ trifft sich der lokale Stammtisch, in der Gaststube wird regelmäßig der neueste Klatsch und Tratsch diskutiert. | 1–103 (1–8) |
| Michaela May | Jutta Marquar(d)t ist Grundschullehrerin in Küblach und für einige Monate Martins Lebensgefährtin. Nachdem Martin sich von ihr getrennt hat, geht sie mit ihrem früheren Lebensgefährten Lutz Kehrmann (Hartmut Becker) nach Kenia zurück, wo sie ein Patenkind hat. | 2–17 (1–2) |
| Klaus Münster | Herr Frank besitzt eine Schreinerei in Küblach und bildet Markus aus. Er ist der Vater von Konrad (Gedeon Burkhard) und Tina (Claudia Lössl). | 2–21 (1–2) |
| Claus Tinney | Herr Brenken ist der Pächter des Restaurants auf Schloss Bernried. Als der Baron es anzündet, verhindert er das Ausbreiten des Feuers. Nach dessen Tod erbt Brenken 20.000 DM. Als er ein Angebot aus Genf erhält, verlässt er Küblach. Tinney schrieb zwischen 1989 (Folge 6) und 2000 (Folge 130) auch diverse Drehbücher zur Serie. | 8–21 (1–2) |
| Lucie Zedníčková | Katja Weißgerber ist die Tochter von Willy (später Willi) (Dietrich Kerky) und Anna Weißgerber (Dorota Wojsyk). Die Familie kommt aus Oberschlesien nach Küblach und pachtet dort den Bellinghaus-Hof. Katja ist der Grund für die Trennung von Markus und Lisa. Doch nach knapp zwei Jahren geht auch ihre Beziehung in die Brüche: Sie geht nach München, um Fotomodell zu werden und verliebt sich in den Fotografen Lars (Herbert Trattnigg). | 25–50 (2–4) |
| Heinrich Waldman | Aljoscha (Alexander) „Olek/Alex“ Weißgerber ist der Sohn der Weißgerbers. Er hilft den Eltern auf dem Bellinghaus-Hof, arbeitet aber auch für Martin im Wald. Als Peter volljährig wird, leben die Weißgerbers nicht mehr in Küblach und haben den zugehörigen Wald etwas vernachlässigt hinterlassen. | 25–35 (2–3) |
| Andi Kern | Franz Stockinger erarbeitet in Küblach eine Reportage über Wildtiere und Zivilisationswild. Andrea und er werden ein Paar. Doch dann beginnt Franz, der in München lebt, eine Affäre mit Carola. Als Andrea davon erfährt, verlässt sie ihn. | 31–43 (3–4) |
| Stefan Scheck | Dr. Riemenschneider arbeitet bei der Oberforstdirektion in Regensburg. Er steht im Austausch mit Herrn Leonhard und Martin und kommt selbst einige Male zur Inspektion nach Küblach. Außerdem befördert er Martin zum Forstamtmann. | 35–97 (3–8) |
| Volkert Kraeft | Der Broker und Finanzmakler Dr. Viktor Fabritius ist ein Schulfreund von Martin und war zur Zeit ihres Studiums mit dessen zweiter Ehefrau Angelika liiert. Er lebte in den USA, in Japan und in München, bis seine enge Freundschaft zu Martin wieder auflebt. Nach einer gescheiterten Ehe mit Silva kauft er das Schloss ihrer Familie und betreibt dort später einen Reiterhof. Auch eine wechselhafte Beziehung mit Beate Wellmann scheitert, bevor er nach einer kurzzeitigen Annäherung zu Annegret Richter in Maria Claasen ein neues Glück findet. | 49–219 (4–17) |
| Gunther Philipp | Justus Feininger lebt auf Lanzarote und hat eine Wohnung in München, die er an Andrea vermietet. So lernt er ihre Großmutter Inge kennen und lieben. Die beiden heiraten und leben gemeinsam auf Lanzarote, kommen aber häufig zu Besuch nach Küblach. Der elegante, gebildete, offensichtlich wohlhabende Pensionär ist ein großer Opernliebhaber. (Die Rolle wird nach dem Tod des Darstellers nicht mehr erwähnt.) | 50–133 (4–11) |
| Bettina Placht | Carmen Niemeyer ist die Schwester von Fred und hat noch einen weiteren Bruder (Andreas Schwaiger). Markus und sie werden ein Paar. Nachdem sie von ihm schwanger geworden ist und eine Fehlgeburt erlitten hat, geht sie als Expertin für Kreditwesen nach Regensburg. Kurz darauf verlässt sie Markus. | 58–68 (5–6) |
| Hans Schuler | Kommissar Hochreiter (später Mayrhofer) steht Martin mehrmals zur Seite, unter anderem als Schmuggler sein Revier unsicher machen. | 59–127 (5–10) |
| Hans Kraus | Hans Sailer ist ein Wald- und Biobauer in Küblach. Er ist der Vater von Xaver (Timo Paprotny) und Ferdinand und mit Vroni verheiratet. Da er als Biobauer für eine fortschrittliche und nachhaltige Landwirtschaft eintritt, hat er immer wieder Konflikte mit den traditionell eingestellten anderen Waldbauern – was die Bauern nicht davon abhält, sich abends zum Stammtisch im „Ochsen“ zu treffen. | 64–281 (5–21) |
| Gerhard Acktun | Fred Niemeyer ist Carmens Bruder und Reporter beim Küblacher Anzeiger. Er ist stets zur Stelle, wenn sich im Ort etwas Interessantes ereignet. | 64–138 (5–11) |
| Manuela Denz | Frau Strohbichler arbeitet erst für Dr. Waldmeier (Thomas Reiner) und später für Susanna in der Klosterapotheke. Als der Umsatz stark zurückgeht, muss Susanna sie entlassen. | 65–113 (5–9) |
| Ruth Grossi | Waltraud Steininger betreibt einen kleinen Laden in Küblach, ist zunächst Stammkundin der Klosterapotheke und immer an den neuesten Ereignissen in Küblach interessiert. Später wird sie das Opfer eines Heiratsschwindlers (Dieter Schaad), der dann von Herta Bieler entlarvt wird. War bereits in Folge 19 als Krankenschwester zu sehen. | 66–173 (5–14) |
| Florian Ernstberger | Stefan Fromm ist Polizist in Küblach und steht Martin und Stefan Leitner öfter zur Seite. Nebenher arbeitet er als Journalist für den Küblacher Anzeiger. | 68–254 (6–20) |
| David Cesmeci | Über Bennos Familie ist lediglich bekannt, dass er sechs Geschwister hat. Er ist ein Schulfreund von Rica und Peter und wird Ricas erste Liebe. Sie trennt sich von ihm, als sie während ihres Frankreichaufenthaltes zu Besuch ist. Er verleitet sie dazu, Drogen zu nehmen. | 70–128 (6–10) |
| Sabine Wolf | Liane Gershoff ist die uneheliche Tochter von Vinzenz' verstorbenem Stiefbruder Olaf und lebt einige Zeit auf dem Schloss. Sie ist Erzieherin und kümmert sich um Florian, interessiert sich aber auch sehr für Antiquitäten. Markus und sie werden ein Paar und wollen sogar heiraten. Doch sie leben sich auseinander und Liane verlässt ihn und Küblach. | 71–94 (6–9) |
| Gerd Fitz | Walter Brucks ist der reichste Waldbauer in Küblach und hat den größten Einfluss, ist aber auch ebenso stur. Brucks ist besonders skrupellos, wenn es um seinen Profit geht. Er betreibt nebenher das Gasthaus „Jagerwirt“, ist Kommandant bei der Freiwilligen Feuerwehr und Mitglied des Gemeinderates. Er ist verheiratet (Margit Weinert) und hat einen Enkel namens Michael (Sebastian Frindt). Später zieht er aus gesundheitlichen Gründen zu seiner Schwester in den Schwarzwald. Sein Hof wird von Stefan Brenner übernommen. | 71–192 (6–15) |
| Gerd Deutschmann | Abt Melchior beherbergt Vinzenz mehrmals im Kloster und beäugt kritisch das Treiben von ihm und Pater Ignatius. | 75–156 (6–12) |
| Folke Paulsen | Dr. Tobias Arnhoff lernt Andrea kennen, während er in Küblach seine wildbiologische Diplomarbeit schreibt. Die beiden heiraten und leben zunächst gemeinsam mit Andreas außerehelicher Tochter in München. Nach dem Umzug nach Küblach kriselt es in ihrer Ehe wegen seiner Arbeitslosigkeit. Es macht ihm auch zu schaffen, dass Katharina nicht seine leibliche Tochter ist und er verlässt seine Familie. Gemeinsam mit seiner Affäre Ulrike (Claudia Scarpatetti) geht er nach Rotenburg, wo er sich auf eine Stelle als Organist beworben hat. Für Andreas Beerdigung kehrt er ein letztes Mal zurück. | 79–133 (6–11) |
| Anouschka Renzi | Beate Wellmann kommt als ehemalige Mitbewohnerin und Freundin von Susanna nach Küblach. Sie beginnt eine wechselhafte Beziehung mit Viktor, möchte ihn sogar heiraten und ein Kind von ihm. Wellmann ist Teil der Kunst- und Schickimickiszene. Ihre Beziehung mit Viktor zerbricht endgültig, sie zieht nach München. | 81–194 (7–15) |
| Ute Bronder | Vroni Sailer ist die Ehefrau von Hans Sailer und Mutter von Xaver (Timo Paprotny) und Ferdinand. | 82–197 (7–16) |
| Matthias Kostya | Der Ballonfahrer Falko Wachsmuth hat eine kurze Affäre mit Andrea, aus der ihre Tochter Katharina stammt. Er lebt in Passau, ist verheiratet und hat zwei Kinder (Peter und Franziska (Eva Flute)). Nach einer weiteren Affäre verlässt ihn seine Frau (Sabine Skala). Später gibt er das Ballonfahrtunternehmen auf und sucht den Kontakt zu Katharina und Andrea. Nach deren Tod möchte er seine Tochter zunächst zu sich nehmen, erkennt dann aber, dass diese bei ihren Großeltern besser aufgehoben ist. Inzwischen arbeitet er auf einem Flugplatz nahe München. Er sieht Katharina nun regelmäßig und wird Ricas Lebensgefährte. (Die Rolle wird in den Staffeln 14 bis 17 nur noch erwähnt.) | 83–168 (7–13) |
| Patrick Wolff | Matthias Schnitzler ist der Cousin von Benno. Er unterstützt diesen sowie Rica und Peter dabei, einen Fall von Umweltverschmutzung aufzuklären. Später arbeitet er in einer Zoohandlung und hält sich illegal geschützte Tiere. | 85–129 (7–10) |
| Toni Berger | Pater Franz „Ignatius“ Lechner ist Mönch im nahen Kloster, wo er als Restaurator arbeitet, und ein enger Freund und Skatbruder von Vinzenz. Er vollzieht die Trauungen und Taufen der Familie Rombach und beerdigt Andrea. Ignatius lässt sich von Vinzenz immer wieder dazu verleiten, ihn bei seinen skurrilen Projekten zu unterstützen, und stellt dazu sogar die Räumlichkeiten des Klosters zur Verfügung. (Die Rolle wird nach dem Tod des Darstellers nicht mehr erwähnt.) | 87–206 (7–16) |
| Winfried Frey | Georg „Schorsch“ Binder wird nach Max Moser (Dominique Chatelet), dem kurzzeitigen Nachfolger von Hermann Koller, der jüngste der Waldarbeiter. Nach der Forstreform wird er Gemeindearbeiter von Küblach. Er hat einen Sohn, der nur erwähnt wird, und eine Freundin namens Anna (Sabrina White), bemüht sich aber später auch um Sibylle Karger. | 103–280 (8–21) |
| Petra Berndt | Gilda Schneider ist die Lehrerin von Florian. Sie gibt Markus' Werben um sich auf Grund ihrer letzten, schmerzhaften Trennung zunächst nur widerwillig nach. Die beiden wollen heiraten, doch dann verlässt sie ihn enttäuscht, während er mit Lisa anbändelt. Sie geht zurück in die Großstadt. | 104–124 (8–10) |
| Werner Asam | Franz (später Vitus) Kreidtmayr ist einer der Küblacher Waldbauern und Mitglied im Gemeinderat. Später kandidiert er vergeblich um den Posten des Bürgermeisters. Er ist mit Liesbeth (Thekla Mayhoff) verheiratet und eine Art Ersatzvater für seinen Knecht Moritz. Der cholerisch veranlagte Kreidtmayr macht Förster Rombach immer wieder das Leben schwer. | 105–281 (8–21) |
| Joseph Hannesschläger | Toni Karger wird zunächst als Nachfolger von Förster Bieler gehandelt. Später übernimmt er den Gasthof von seinem Vater und übergibt ihn nach einem Herzinfarkt an seine Schwester Sibylle. (Seine Ehefrau und eine Ex-Freundin namens Christel werden zwar erwähnt, sind aber nie zu sehen.) | 106–158 (9–13) |
| Sky du Mont | Dr. Herzog ist Susannas Vorgesetzter im Passauer Klinikum. Für ihre Entscheidung, die Stelle für ihre Familie aufzugeben, hat er nur wenig Verständnis. | 113–123 (9–10) |
| Anke Schwiekowski | Lisa Rombach, geb. Carstens kommt als neue Försterin von Martins Nachbarrevier „Waldeck“ aus dem Emsland nach Küblach. Sie verliebt sich in Markus und die beiden heiraten nach kurzer Zeit, doch in ihrer Ehe kriselt es zunehmend. Sie geht als Försterin nach Ahrenshoop und verliebt sich in ihren Mitbewohner, den Biologen Michael „Mike“ Lansky (Stephan Ullrich). Die Ehe wird geschieden. | 118–154 (9–12) |
| Wilhelm Manske | Max Berger ist einer der Küblacher Waldbauern. Nachdem seine Frau an Krebs gestorben ist, lebt er mit seiner Schwägerin Frau Gruber (Traudl Oberhorner) auf seinem Hof. Er stellt Martin mitunter vor Probleme und Herausforderungen und legt vor allem Lisa als neuer Försterin anfangs Steine in den Weg. | 122–281 (10–21) |
| Kathrin Spielvogel | Melanie Rombach, geb. Baumann arbeitet kurzzeitig als Andreas neue Arzthelferin. Nach deren Tod verliebt sich Melanie in Peter und die beiden eröffnen auf dem Bellinghaus-Hof eine Bio-Pension. Nachdem sie diese hat aufgeben müssen, ziehen sie gemeinsam nach Regensburg, wo die Ehe der beiden in die Brüche geht. Jahre später versöhnen sie sich wieder und Peter kehrt zu ihr und dem gemeinsamen Sohn Manuel zurück. | 132–164 (11–13) |
| Diana Körner | Dr. Annegret Richter ist promovierte Juristin und stammt aus Passau. Sie ist zunächst die Assistentin von Bürgermeister Walzinger und wird nach dessen Tod selbst Bürgermeisterin. Mit Martin gerät sie häufig aneinander, schätzt ihn aber wiederum sehr. Kurzzeitig gibt es eine Annäherung zwischen Viktor und ihr. Nach dem Tod ihres Bruders übernimmt sie dessen Fabrik und verlässt Küblach. | 132–219 (11–17) |
| Ernst Cohen | Herr Bergmaier (später Berghammer) ist Vorarbeiter im Sägewerk von Walzinger bzw. später Markus Rombach. | 132–274 (11–21) |
| Roland Schreglmann | Franz Gassner ist ein Schulfreund von Florian und der Sohn von Bauer Gassner. | 139–228 (11–18) |
| Wilfried Labmeier | Hubert Gassner ist Waldbauer in Küblach. Er ist mit Rosa verheiratet und der Vater von Franz. In seiner Sturheit muss er häufig von der logischen Lösung eines Problems erst überzeugt werden. Seinen Job als Kassenwart der Waldbauernvereinigung verliert er, nachdem er deren Rücklagen beim illegalen Glücksspiel versetzt hat. | 140–277 (11–21) |
| Pia Baresch | Sonja Krüger lässt sich als Hebamme in Küblach nieder. Sie verliebt sich in Markus, der sich noch nicht völlig von Lisa lösen kann. Enttäuscht zieht sie nach Köln. | 141–154 (11–12) |
| Florian Fischer | Ferdinand Sailer ist der Sohn von Bauer Sailer und studiert Landschaftsarchitektur in München. Später unterstützt er seinen Vater auf dem Hof, bringt aber auch viele alternative Ideen ein. Er tut sich mit Moritz Maiberger und Laura Bergmeister zusammen, die seine Partnerin wird. | 142–251 (11–19) |
| NN | Manuel Rombach ist der Sohn von Peter und Melanie. Nach dem gemeinsamen Umzug wächst er in Regensburg zunächst ohne Vater auf, bis seine Eltern sich versöhnen. | 145–164 (12–13) |
| Andreas Heinzel | Andi ist Polizist in Küblach und arbeitet häufig zusammen mit Stefan Fromm. | 147–276 (12–21) |
| Margaretha Baumgartner | Sibylle Karger, die „Kargerwirtin“, übernimmt den „Gasthof zum Ochs’n“ von ihrem Bruder Toni. Hier findet das Küblacher Dorfleben statt. Zwischen Stefan Brenner und ihr bahnt sich eine Liebesbeziehung an, die durch seinen Unfalltod tragisch endet. | 158–281 (13–21) |
| Regine Hackethal | Rosa Gassner ist die Ehefrau des Waldbauern Hubert Gassner und die Mutter von Franz. Zwischenzeitlich kriselt es in ihrer Ehe und sie erwägt eine Trennung. Sie ist außerdem Patientin von Susanna. | 159–234 (13–18) |
| Janik Pagel | David Rombach, geb. Hansen (#1) ist der vorehelich geborene Sohn von Markus und Anna. Nach der Trennung seiner Eltern lebt er zunächst mit seiner Mutter bei Max Bachhofer, bevor sie vorübergehend in Mariannes Pension ziehen. (Die Rolle wird später umbesetzt.) | 173–234 (14–18) |
| Michael A. Grimm | Moritz Maiberger arbeitet zunächst als Knecht für Bauer Kreidtmayr, der ihn wie einen Sohn liebt, aber auch beschimpft und ausnutzt. Nach Stefan Brenners Tod hilft er Laura Bergmeister auf ihrem Hof und verliebt sich unglücklich in sie. Er verlässt Küblach. | 196–251 (16–19) |
| Horst Kummeth | Stefan Brenner † übernimmt den Hof von Bauer Brucks. Später kommt seine uneheliche Tochter Laura nach Küblach, von deren Existenz er nichts wusste. Er verehrt Sibylle Karger, die ihn auf Distanz hält, und möchte sie sogar heiraten. Er kommt bei Windwurfarbeiten im Wald ums Leben. | 198–231 (16–18) |
| Sabine Bach | Maria Claasen wird Viktors neue Lebensgefährtin. | 202–218 (16–17) |
| Lilian Naumann | Laura Bergmeister kommt auf der Suche nach ihrem Vater Stefan Brenner nach Küblach, der nichts von ihrer Existenz ahnt. Sie arbeitet zunächst als Köchin im Ochsen und übernimmt nach dem Tod ihres Vaters dessen Hof. Dabei wird sie von Moritz und Ferdinand unterstützt, die sich beide in sie verlieben. Ferdinand und Laura werden ein Paar. | 215–267 (17–20) |
| Billie Zöckler | Frau Lipschik ist die mitunter neugierige Sekretärin von Bürgermeisterin Anna Rombach. | 221–272 (18–21) |
| Josef Baum | Julius Brandner wird als Nachfolger von Forstdirektor Leonhard der Vorgesetzte von Stefan und steht diesem wohlwollend zur Seite. Er hat eine Tochter namens Vanessa (Julia Krombach). | 222–272 (18–21) |
| Simon Beckord | Tobias „Tobi“ ist ein Schulfreund von Daniel. | 222–245 (18–19) |
| Carola Bambas | Andrea arbeitet als Arzthelferin in der Praxis von Sonja. | 222–265 (18–20) |
| Harry Blank | Karsten Schwanthaler ist Sonjas geschiedener Mann. Anfangs sucht er häufig Kontakt zu den gemeinsamen Kindern und sorgt damit für Unruhe. Nach einem Seitensprung Sonjas mit ihm, dem der kleine Lukas entstammt, findet er eine neue Freundin und geht mit ihr ins Ausland. Seine Kinder leben auch nach Sonjas Tod bei Stefan. | 224–246 (18–19) |
| Maximilian Krückl | Pfarrer Ambros ist der neue Pfarrer in Küblach. Privat interessiert er sich sehr für Motorräder, was Jenny und ihrem Moped zugutekommt. Er vollzieht die Trauungen von Wolfgang und Marianne und Stefan und Sonja. | 225–275 (18–21) |
| Denise Schmück | Stefanie ist eine Schulfreundin von Jenny. | 226–258 (18–20) |
| Günter Clemens | Dr. Stern ist der Hausarzt von Wolfgang, Josef und Marianne. | 243–276 (19–21) |
| Markus Böker | Max Bachhofer ist ein neureicher Geschäftsmann aus München. Als unehelicher Sohn von Mariannes erstem Ehemann Franz bezieht er eine Villa in Küblach. Durch sein rücksichtsloses Verhalten gegenüber Mensch und Umwelt gerät er oft in Konflikt mit Stefan. Er verliebt sich in Anna Rombach, die mit ihrem Sohn David kurzzeitig zu ihm zieht. Durch seine aufbrausende Art zerstört er die Beziehung. | 253–278 (20–21) |
| Vincent Mauz | David Rombach, geb. Hansen (#2) | 255–277 (20–21) |
| Marianne Rappenglück | Franziska Sauer arbeitet in Küblach als Arzthelferin für Dr. Mödinger und später dessen Vertretung Marie Stadler. Als sie in Störzing an einem Baumfällkurs teilnimmt, kommen Franz Breitkreuz und sie sich näher. Sie wagen einen gemeinsamen Neuanfang in Störzing. | 275–317 (21–24) |
| Luis Grünler | Lukas Leitner ist der außereheliche Sohn von Sonja Schwanthaler und ihrem geschiedenen Ehemann Karsten. Er wächst als Sohn von Stefan auf und lebt auch nach Sonjas Tod bei ihm, während sein leiblicher Vater im Ausland wohnt. (Die Rolle wurde bereits in den Folgen 255 bis 267 von Atréju Lachatte und in den Folgen 269 bis 281 abwechselnd von Tom Steinke und Marius Hertzog dargestellt.) | 282–319 (22–24) |
| Petra Zieser | Maria Grandl betreibt eine Großmolkerei in Störzing und ist Mitglied des Gemeinderates. Sie ist die Mutter von Konstantin und anfangs gegen dessen Beziehung zu Jenny. Zu Stefan Leitner hat sie ein gespanntes Verhältnis. | 282–319 (22–24) |
| Eisi Gulp | Xaver Gammerdinger ist Biobauer und Mitglied des Gemeinderates in Störzing. Mit seiner alternativen Denkweise eckt er dort häufig an, findet einen Freund in Stefan Leitner. | 282–321 (22–24) |
| Alexander Becht | Konstantin Grandl ist der Sohn von Maria Grandl und studiert Betriebswirtschaftslehre. Zum Missfallen seiner Mutter verliebt er sich in Förstertochter Jenny. Als der Molkerei seiner Mutter der Konkurs droht, hat er die rettende Idee und wird sich fortan in der Firma engagieren. | 282–318 (22–24) |
| Johann Schuler | Franz Berghammer ist Jäger und Mitglied des Gemeinderates in Störzing. | 282–319 (22–24) |
| Eva-Maria Höfling | Luise „Lissy“ Breitner betreibt das „Gasthaus Breitner“ in Störzing und ist Mitglied des Gemeinderates. | 282–319 (22–24) |
| Franziska Janetzko | Frau Steiner arbeitet als Sekretärin für Peter Kögl. | 282–321 (22–24) |
| Eva-Maria Reichert | Eva Dacher arbeitet als Forstwirtin für Stefan. Eigentlich ist sie studierte Forstingenieurin. Sie wird außerdem die Leiterin des Walderlebniszentrums. Ihre Beziehung zu Gero Keppler (Matthias Beier), dem Inhaber eines Garten- und Heimwerkermarktes, scheitert nach kurzer Zeit, da er Schädlinge im Wald verbreitet hat. | 283–321 (22–24) |
| Markus Ertelt | Ronald „Ronny“ Badstuber arbeitet als Forstwirt für Stefan, zu dem er zunächst ein angespanntes Verhältnis hat. Gegen Bezahlung informiert er anfangs Maria Grandl über Stefans Pläne. | 283–321 (22–24) |
| Sabrina White | Petra Gebauer bewirtschaftet nach dem Tod ihres Ehemanns allein einen Bauernhof, auf dem sie mit ihrer Tochter Anna lebt. Nachdem Daniel ihr einige Zeit ausgeholfen hat, zieht er zu ihr auf den Hof. Die beiden werden ein Paar. | 284–318 (22–24) |
| Leonie Brill | Anna Gebauer ist Petras Tochter und eine Schulfreundin von Lisa. | 284–317 (22–24) |

## Die Handlung der Staffeln in der Übersicht
Staffel 1:
Vor zwanzig Jahren hat Martin Rombach in Küblach ein Praktikum bei Vinzenz Bieler absolviert mit dem Ziel des Försterberufes. Doch da Martins erste Frau Karin in einer Klinik in Augsburg arbeitet, übernimmt ihr Mann zunächst eine Stelle als Holzverkäufer. Karin stirbt bei einem Autounfall. Seitdem wird Martin bei der Arbeit und der Versorgung der drei Kinder Andrea, Markus und Rica, die zu diesem Zeitpunkt 17, 16 und 8 Jahre alt sind, von seiner Schwiegermutter Herta Stolze unterstützt. Als Martin erfährt, dass in seinem alten Praktikumsrevier eine Stelle als Förster frei wird, da Vinzenz Bieler in den Ruhestand geht, beschließt er, dort einen Neuanfang zu wagen. Die älteren beiden Kinder sind zunächst dagegen, doch sie folgen ihm. Auch Herta Stolze zieht nach Küblach, um die Kinder weiterhin zu betreuen.
Martin hat zunächst einige Probleme mit den Küblachern, doch er kann sie mehr und mehr von seinen Fähigkeiten überzeugen. Auf einer Feier lernt Martin zudem Baroness Silva von Bernried kennen. Die beiden finden sich sympathisch und wollen sich wiedersehen. Herta ist nicht damit einverstanden, dass sich zwischen Martin und Silva etwas anbahnt und will ihren Schwiegersohn lieber mit Hanna Ritter, einer alten Bekannten, verkuppeln. Silva geht als Managerin nach München. Martin lernt indessen Ricas Lehrerin Jutta Marquart kennen und lieben.
Sohn Markus beginnt eine Schreinerlehre, während Andrea Rombach sich in den Violinenlehrer Jonas Schermann verliebt, der für sie allerdings keine Gefühle entwickelt. Der Altförster Vinzenz Bieler und Herta planen eine gemeinsame Ferienreise, auf der sie sich immer besser kennenlernen. Das Forsthaus steht somit ohne Frau da.
Staffel 2:
Jutta geht endgültig nach Afrika. Auf dem Feuerwehrball lernt Martin allerdings die Tierärztin Angelika Grassmann kennen und die beiden verlieben sich auf den ersten Blick ineinander. Als am gleichen Abend in Angelikas Wohnung ein Brand ausbricht, ist sie ohne Dach über dem Kopf und zieht kurzerhand mit ins große Forsthaus. Die Liebe zwischen ihr und Martin wird stärker und kurze Zeit später wird eine große Hochzeit mit dem ganzen Dorf gefeiert.
Baron von Bernried stirbt und Silva erbt das Schloss, kann es aber allein nicht unterhalten. Damit es kein Hotel wird, dürfen Herta und Vinzenz auf Lebenszeit darin wohnen.
Der Vater von Ricas Freund Peter Bellinghaus stirbt, woraufhin Martin das Sorgerecht übernimmt. Markus lernt die Studentin Lisa kennen. Die Beziehung der beiden hält nicht lange und nach der Trennung von Lisa begegnet Markus Katja Weissgerber, einer Spätaussiedlerin aus Polen, die mit ihrer Familie eine Zukunft im Westen sucht.
Staffel 3:
Angelika ist eifersüchtig auf Silva, die immer wieder auftaucht und mit Martin ausgeht. Die beiden Frauen freunden sich aber an, da Angelika als Tierärztin Silvas Pferden helfen kann. Dann kommt es zu einer Krise zwischen Martin und Angelika. Peter und Rica bringen ihre Eltern wieder zusammen, als sie alleine nach München fahren und Angelika zurückholen wollen.
Markus und Katja trennen sich. Unterdessen macht Oma Herta den Führerschein und gewinnt eine Reise nach Afrika. Dort erleben Martin, Angelika, Herta und Vinzenz einige Abenteuer.
Staffel 4:
Angelika ist mit Florian schwanger und Markus ist stellvertretender Leiter im Sägewerk Walzinger. Seine Schwester Andrea studiert in München, wo Vinzenz sich um sie kümmert. Bald kommt Florian zur Welt und wird getauft.
Bei einem Klassentreffen begegnet Martin seinem alten Freund Viktor Fabritius und lädt ihn zu sich ins Forsthaus ein. Auch Viktor und Angelika kennen sich von früher und waren einst ineinander verliebt. Oma Herta und Vinzenz heiraten.
In München hat Andrea Mietprobleme. Dadurch lernt Martins Mutter Inge den Vermieter Justus kennen und lieben. Dann geschieht ein furchtbares Unglück: Bei einem Ritt auf einem von Silvas Pferden stürzt Angelika und stirbt. Ein Jaguar aus einem illegalen Zirkus hatte das Pferd erschreckt. Es ist das Ende einer großen Liebe. Martin ist völlig verzweifelt, doch seine Familie gibt ihm Kraft.
Staffel 5:
Sehr zum Leidwesen von Vinzenz hilft Herta nach Angelikas Tod wieder im Forsthaus. Ein Kuppelversuch, mit dem die beiden Martin und Silva zusammenbringen wollen, misslingt aber. Viktor hilft Silva derweil aus ihrer finanziellen Notsituation, indem er sich um ihre Glashütte kümmert.
Markus verliebt sich in Carmen. Diese erleidet eine Fehlgeburt. Silvas Freundin Susanna aus Berlin kommt zu Besuch und ist gleich bei allen beliebt. Unter anderem kann sie Peter bei den Hausaufgaben helfen und Florians Husten kurieren, da sie Apothekerin ist. Beim Tanz entdeckt auch Martin Susannas einnehmendes Wesen. Als die beiden sich verlieben, findet Martin nach langer Zeit seinen Lebenswillen wieder und ist überglücklich.
Viktor und Silva wollen heiraten. Es kommt allerdings zu Unstimmigkeiten, da beide unterschiedliche Vorstellungen haben. Martin gelingt es daraufhin, die zwei wieder zu versöhnen.
Staffel 6:
Markus und Carmen trennen sich. Als Vinzenz’ Nichte Liane ins Forsthaus einzieht, verliebt sich Markus in sie.
Florian wird in einem alten Bergwerk verschüttet. Sein Vater kann ihn aus dieser Situation retten. Dabei zieht sich Martin aber ernsthafte Verletzungen zu und muss fortan im Rollstuhl sitzen. Er spürt seine Beine aber doch wieder, was alle im Forsthaus erleichtert.
Liane geht nach München, von wo Markus sie nach Küblach zurückholt. Silva und Viktor hingegen trennen sich und Silva wandert aus nach Alaska mit ihrem Freund Eric, einem Wolfsführer.
Andrea Rombach lernt in einer Kapelle den Studenten Tobias kennen. Aus dieser Begegnung entwickelt sich eine Liebesbeziehung und schon bald gehört Tobias zur Försterfamilie.
Justus und Inge geben einander das Jawort.
Staffel 7:
Andrea ist Tierärztin geworden. Auf einer Ballonfahrt verliebt sie sich in den charmanten Falko und wird von ihm schwanger. Da Falko eine Familie hat, trennt Andrea sich von ihm. Hinzu kommt, dass Tobias Andrea verlässt. Die beiden finden aber wieder zueinander und heiraten in Las Vegas während eines Kurzurlaubes. Markus und Liane sind währenddessen ins Schloss eingezogen. Mithilfe von Pater Ignatius, eines Bruders im nahegelegenen Kloster, findet Liane Arbeit als Restauratorin.
Rica ist in ihren Schulkameraden Benno verliebt, was in Peter Eifersuchtsgefühle weckt. Susannas Freundin Beate aus Berlin trifft in Küblach ein und verdreht Viktor bald den Kopf.
Staffel 8:
Markus und Liane beenden ihre Beziehung. Martin wird Großvater, denn Andrea bringt ihre Tochter Katharina zur Welt. Dass er nicht Katharinas Vater ist, bereitet Tobias große Probleme und er und Andrea geraten in eine Krise. Auch zwischen Martin und Susanna gibt es Schwierigkeiten, die sich aber aus dem Weg räumen lassen. Kurz darauf haben Tobias und Andrea ebenfalls alle Eheprobleme überstanden.
Viktor ist in einer misslichen Lage und sieht sich gezwungen, das Schloss zu verkaufen. Obendrein verlässt Beate ihn. Als ein Makler plant, aus dem Schloss einen Freizeitpark zu machen, werden alle Kräfte aufgeboten, das zu verhindern. In Markus' bewegtem Liebesleben ergibt sich eine Neuerung: All seine Bemühungen konzentrieren sich auf Gilda Schneider, Florians Lehrerin.
Staffel 9:
Als in der Nachbargemeinde Grafenau ein Ärztehaus eröffnet wird, bedroht es die Existenz der Küblacher Kloster-Apotheke, die Susanna leitet. Sie muss die Apotheke verkaufen. Zufällig wird gleichzeitig in Passau eine Klinik-Apothekerin gesucht. Susanna nimmt die Stelle an, obwohl es Martin lieber gewesen wäre, wenn sie sich weiterhin um die Kinder gekümmert hätte. In der Folge entstehen aus Susannas Berufstätigkeit Spannungen im Forsthaus.
Markus setzt derweil alles daran, das Herz von Gilda Schneider zu erobern, die gerade eine Trennung zu verkraften hat und sich ihm deswegen verschließt. Oma Herta hilft ihrem Enkel und sorgt dafür, dass Gilda auf einem Fest Waldkönigin wird. Markus gelingt es sodann, dass Gilda ihm ihr Herz öffnet und eine Beziehung beginnt.
Zwischen Andrea und Tobias kommt es wiederholt zur Krise, da er in München Arbeit sucht, Andrea hingegen lieber eine Landtierarztpraxis eröffnen möchte. Zudem wird Tobias immer eifersüchtiger auf Falko, der seine Tochter Katharina häufig besucht.
Peter überlässt seiner Schwester Andrea den Bellinghaushof, wo sie ihre Praxis eröffnet. Rica wendet sich wegen ihrer Schulprobleme den Drogen zu. Ihr Vater kann ihr glücklicherweise helfen und so löst sich das Problem kurz darauf in Wohlgefallen auf. Oma Herta lernt bei ihrem Lieblingsitaliener Italienisch, was Vinzenz' Eifersucht anstachelt.
In Martins Nachbarrevier arbeitet die neue Försterin Lisa Carstens, die sehr auf Ökologie bedacht ist und damit die Waldbauern verärgert. Martin muss ihr daher oft zur Seite stehen.
Staffel 10:
Susannas Berufstätigkeit in Passau macht immer mehr Probleme, denn oft muss sie auch am Wochenende arbeiten. Martin ist ärgerlich, weil ihr dadurch für die Kinder immer weniger Zeit bleibt, und darüber hinaus plagt ihn die Eifersucht auf Susannas Chef Dr. Herzog. Es kommt zur Aussprache zwischen den Eheleuten und Susanna entscheidet sich, endgültig in Küblach zu bleiben.
Rica und Peter machen ihr Abitur. Peter allerdings muss zur Nachprüfung, was wiederum Spannungen zwischen ihm und Rica hervorruft. Diese will ein Jahr in Frankreich leben. Obwohl Martin diese Idee ganz und gar nicht gefällt, fährt Rica dennoch nach Paris.
Peter möchte Gartenbautechnik in Weihenstephan studieren. Dann verliebt er sich in Janina, Andreas Sprechstundenhilfe. Markus macht Gilda einen Heiratsantrag, obgleich er sich auch zu der neuen Försterin Lisa hingezogen fühlt. Letztlich trennt er sich von Gilda und geht mit Lisa eine Beziehung ein. Nachdem Martin lange Zeit Bedenken gegen eine dritte Eheschließung gehegt hat, heiratet er Susanna doch. Gemeinsam mit Markus und Lisa feiern sie ein rauschendes Doppelhochzeitsfest.
Tobias zieht aus Küblach fort und beginnt eine Beziehung mit der Musikpädagogin Ulrike in Passau. Derweil kehrt Beate zurück und will nach zwei Jahren die Liebe zwischen ihr und Viktor wiederbeleben. Und tatsächlich finden die beiden nach anfänglichen Streitereien wieder zueinander.
Staffel 11:
Es kommt zur Katastrophe: Katharina gerät in einen Waldbrand. Ihre Mutter Andrea läuft ihr hinterher, um sie zu retten, und Katharina entgeht der tödlichen Gefahr. Andrea kostet dieses Vorkommnis indes das Leben. Als Martin dies erfährt, bricht er zusammen. Wenig später taucht überdies Falko auf und beansprucht das Sorgerecht für Katharina. Martin und Susanna können dieses mit großer Mühe für sich erkämpfen.
Susanna eröffnet sehr erfolgreich eine Gesundheitspraxis auf dem Bellinghaushof.
Markus übernimmt nach Walzingers Ausscheiden das Sägewerk, was ihn finanziell schwer belastet. Lisa bekommt zudem ein Angebot, an die Ostsee zu gehen, welches sie annimmt. Markus reagiert eifersüchtig, als er erfährt, dass sie mit einem anderen Mann zusammenlebt.
 Walzinger legt auch sein Bürgermeisteramt nieder und übergibt es an Dr. Annegret Richter.
Peter trennt sich von Janina und verliebt sich in ihre Nachfolgerin Melanie, die kurz darauf von ihm schwanger wird. Sie und Peter machen sich auf dem Bellinghaushof mit einer Bio-Pension selbstständig. Viktor und Vinzenz stehen den beiden bei dem Unternehmen kompetent zur Seite.
 Beate und Oma Herta kommen sich auf dem Schloss derweil immer wieder in die Quere. Herta kann mit ihrer Lebenserfahrung die Wogen aber immer wieder glätten.
Staffel 12:
Falko taucht wieder und wieder auf, um Katharina zu sehen. Rica verliebt sich in ihn. Peters Sohn Manuel wird geboren und gleichzeitig mit der Taufe findet die Hochzeit der Eltern statt. Die Belastungen für Peter und Melanie nehmen in der Pension zu.
Die Ehe zwischen Lisa und Markus ist endgültig zerrüttet, als Markus seine Frau an der Ostsee besucht und sie dabei überrascht, wie sie mit ihrem Mitbewohner schläft. Zurück in Küblach geht Markus andere Wege und verliebt sich in die Hebamme Sonja. Dann kehrt Lisa zurück und will um Markus kämpfen. Ihre Versuche scheitern, als ihr Liebhaber Mike ebenso in Küblach auftaucht. Beide gehen zurück an die Ostsee und bleiben für immer dort.
Als Florian immer mehr Probleme in der Schule bekommt, stellt sich bei einem Intelligenztest heraus, dass er hochbegabt ist. Daraufhin muss er auf ein Internat für Hochbegabte nach Passau wechseln.
Viktor und Beate bauen das Schloss in einen luxuriösen Reitclub für Millionäre um, woraufhin Herta und Vinzenz sich fehl am Platze fühlen. Eine große Feier stellt die Harmonie zwischen allen wieder her.
Staffel 13:
Der Bellinghaushof steht vor der Pleite und ist nicht mehr zu retten. Peter und Melanie ziehen nach Regensburg. Der Hof wird von einer Hotelkette übernommen, was zur Folge hat, dass auch Susanna ausziehen muss und ihre Praxis am Forsthaus eröffnet.
Peter kommt in Regensburg nicht zurecht und kehrt nach Küblach zurück. Markus lernt nach seiner Scheidung die Anhalterin Anna in Passau kennen und verliebt sich sofort in sie. Anna, eine Studentin der Kunsthistorik, erwartet bald darauf ein Kind von ihm, was Markus zuerst irritiert. Trotzdem nimmt er Anna bei sich auf. Beate ist eifersüchtig auf die Tierärztin Sophie von Haunstein, mit der Viktor viel Zeit verbringt. Ein Unfall lässt das Paar seine Liebe neu erkennen und ihrer beider Zuneigung wird stärker denn je.
Staffel 14:
Durch ein interessantes Angebot in der Forschung zieht es Susanna zurück nach Berlin. Sie lässt ihren Mann und die beiden über alles geliebten Kinder zurück, um sich ihrer Karriere zu widmen. Sie besucht das Forsthaus nie wieder.
Annas und Markus' Sohn David wird geboren. Zu seiner Taufe ist der Forsthaus-Clan wieder beinahe vollständig zusammen. Nicht zu übersehen sind die zunehmenden Schwierigkeiten nach Susannas Weggang: Katharina leidet unter psychischen Problemen und Florian fängt das Rauchen an.
Auch bei Markus gibt es Widrigkeiten. Seine junge Familie macht viel Arbeit und das Sägewerk steht vor dem Ruin. Martin kann die Lage entspannen.
Staffel 15:
Martin und Susanna finden keinen gemeinsamen Nenner mehr und lassen sich scheiden. Eine freudige Mitteilung können hingegen Anna und Markus machen: Sie werden heiraten. Kurz darauf gibt es bei ihnen Reibereien, weil Anna in Teilzeit als Archivarin bei der Gemeinde arbeitet und Markus nicht an der Entscheidung beteiligt hat.
Auch Viktor plagen Beziehungsprobleme. Die Bürgermeisterin Annegret Richter, seine Lebensgefährtin, verbringt immer weniger Zeit mit ihm, seit sie nicht mehr reitet. Die Liebe der beiden scheint daran zugrunde zu gehen. ist es eine geplatzte Verabredung, die das Fass zum Überlaufen bringt und Viktor in die Arme seiner alten Freundin Beate treibt.
Nachdem der Mietvertrag für ihre Tierarztpraxis nicht verlängert worden ist, überlegt Sophie von Haunstein, Küblach zu verlassen. Das will Martin verhindern und bietet ihr an, sich in den verlassenen Räumlichkeiten seiner geschiedenen Frau Susanna niederzulassen. Sophie nimmt sein Angebot wenig später an. Das wirkt sich nachhaltig auf die Stimmung im Forsthaus aus, in dem derzeit auch Markus mit seiner Familie wohnt. Sophie engagiert sich immer stärker im Haushalt und zieht dadurch Annas Missgunst auf sich, die sich in Frage gestellt fühlt.
Dessen ungeachtet kommen sich Martin und Sophie nicht zuletzt durch ihre Zusammenarbeit bei einem Vogelprojekt immer näher. Das freut Inge und Herta sehr, denn sie haben schon längst bemerkt, dass die beiden einander nicht ganz gleichgültig sind.
Staffel 16:
Das Verhältnis zwischen Martin und Sophie wird immer inniger und wenig später übernachtet die Tierärztin bereits im Forsthaus. Es stellt sich allerdings bald die Frage, ob Martin ihre große Leidenschaft, das Reiten, akzeptieren kann. Die Situation spitzt sich zu, als Sophie vor Martins Augen einen Sturz erleidet. Obwohl sie sich nicht verletzt hat, quälen ihn die Erinnerungen an Angelikas Tod und es kommt zu einer großen Auseinandersetzung.
Nachdem Anna sich dazu entschlossen hat, Markus mehr Zeit zu widmen, stellt sie fest, dass ihr Ehemann ohne ihr Wissen eine äußerst attraktive Buchhalterin eingestellt hat. Diese Sachlage sorgt kurzzeitig für Unstimmigkeiten.
Und Markus muss sich weiteren Unannehmlichkeiten stellen: Nachdem im Wald über längere Zeit Holz verschwunden ist, gerät er in den Verdacht, der Dieb zu sein. In der Folge kann er den wahren Täter zwar entlarven, verletzt sich im Zuge dessen so schwer, dass es fraglich ist, ob er je wieder gehen können wird. Anna muss im Sägewerk die Federführung übernehmen, bis Markus wieder genesen ist.
Für Viktor stellt sich die Frage, ob er ein Verhältnis mit der Lübecker Künstlerin Maria Claasen beginnen soll, die er aus ganzem Herzen liebt.
Staffel 17:
Markus hat sich von seinem schweren Unfall ganz erholt und kann die Leitung des Sägewerks wieder in die Hand nehmen. Anna indes kehrt lustlos ins Rathaus an ihren Arbeitsplatz im Archiv zurück und wird – von Markus unbemerkt – immer unglücklicher darüber. Nachdem Markus einen Großauftrag an Land gezogen hat, können er und Anna sich ein eigenes Haus kaufen und das Forsthaus verlassen. Da Markus nicht alles allein schaffen kann, gibt Anna ihren ungeliebten Archivarposten auf und hilft ihm im Sägewerk.
Oma Herta stürzt im Schloss die Treppe hinunter und bricht sich ein Bein. Ein Unglück ereilt auch Peter: Morgens kehrt er reichlich übermüdet aus Regensburg nach Küblach zurück und kommt von der Straße ab, wobei er sich eine leichte Kopfverletzung zuzieht. Aus diesem Malheur zieht er seine Konsequenzen. Er kündigt seine Stellung als Koch im Ochsen und versöhnt sich mit Melanie, um mit ihr und dem gemeinsamen Sohn in Regensburg einen Neuanfang zu machen. Rica schafft unterdessen ihre Abschlussprüfung zur Tierärztin.
Forstdirektor Leonhard unterrichtet Martin darüber, dass er aufgrund der Forstreform bald in Pension gehen wird. Auch für den Förster stellen sich drängende Fragen nach der Art seiner zukünftigen Tätigkeit. Neue Schwierigkeiten entstehen ihm dadurch, dass der einflussreiche Vater eines seiner Diplomanden darauf dringt, dass Martin die Schummeleien seines Zöglings unter den Tisch fallen lässt, wogegen er sich sperrt. Dieser Kleinkrieg nimmt in der Folge immer bedrohlichere Ausmaße an.
Martins alter Freund Franz Staudinger, der seit 15 Jahren in Südafrika lebt, kommt zu Besuch. So wird Martins Traum von Afrika neu belebt, doch ein Angebot Staudingers, dessen Naturreservat zu leiten, lehnt er vorerst ab. Kurze Zeit später erfahren die Rombachs vom Tod Franz Staudingers. Dieser vererbt Martin allein seinen Besitz in Südafrika. Gemeinsam mit Sophie fliegt er nach Kumlumu, wo sie auf Stephanie Staudinger und ihren Verlobten Frank treffen, die das Erbe selbst gern hätten. Einen Feind macht er sich zudem mit seinem Nachbarn Henning Pretorius, der illegale Großwildjagden veranstaltet. Diese Auseinandersetzung endet für Martin beinahe tödlich, doch er wird gerettet und kann den Kriminellen das Handwerk legen. Als Florian und Katharina auf Kumlumu ankommen, entscheidet die ganze Familie, in Afrika zu bleiben.
Staffel 18:
Mit dieser Staffel startet ein neuer Abschnitt der Serie und neue Charaktere rücken in den Mittelpunkt.
 Der verwitwete Ranger Stefan Leitner ist mit seiner Tochter Jenny eigentlich nur in den Bayerischen Wald gekommen, um das inzwischen stark verwahrloste Haus seiner Eltern zu verkaufen. Während seines Besuches erfährt er von der freien Försterstelle und bewirbt sich kurzerhand. Nachdem er tatsächlich von den zuständigen Stellen als neuer Förster Küblachs ausgewählt worden ist, verlässt Stefan Leitner Kanada endgültig und lässt sich zusammen mit Jenny und seinem Vater Wolfgang in seiner alten Heimat nieder.
Nach kurzer Zeit verliebt sich Stefan Leitner in die Ärztin Sonja Schwanthaler, die mit ihren beiden Kindern Daniel und Lisa ebenfalls in Küblach lebt. Daniel ist 16 und verliebt sich zunächst in Jenny. Seine Schwester Lisa ist etwa acht Jahre alt. Im Laufe der Staffel wird die Liebe zwischen Stefan und Sonja stärker, so dass sie zusammen in das renovierte Haus der Leitners ziehen, das gleichzeitig das Forsthaus ist. Jenny und Daniel beenden bald ihre Beziehung und versuchen nach einigen Reibereien fortan als „Geschwister“ unter einem Dach zu leben.
Der chaotische und stets zu allerlei Scherzen und Streichen aufgelegte Wolfgang Leitner wohnt zunächst auch im Forsthaus. In seinem Leben kommt es bald nach seiner Ankunft in Küblach zu einer positiven Wendung: Er trifft seine Jugendliebe Marianne wieder und trotz ihrer anfänglichen Ablehnung gelingt es ihm, ihre Gunst zurückzuerobern. So verlegt er seinen Wohnsitz recht schnell in Mariannes Pension. Zwar hilft der eher faule Wolfgang ungern mit, macht sich in Notsituationen aber durchaus nützlich. Obwohl die charakterlichen Merkmale beider kaum unterschiedlicher hätten sein können, freundet sich Mariannes Bruder Josef überdies allmählich mit Wolfgang an. Alsbald schrauben sie gemeinsam an einem alten Roller, betätigen sich als Tierfänger oder philosophieren über das Leben. Als Marianne von einem rücksichtslosen Reiter im Wald schwer verletzt wird, erkennt Wolfgang, wie sehr er an ihr hängt. Und so macht er seiner Marianne einen Heiratsantrag, den sie annimmt.
Stefan Leitner kann die Küblacher Schritt für Schritt von sich überzeugen. Er rettet Tiere, löst eine Vielzahl verschiedener Probleme und berät die Waldbauern. Besonders gefordert ist Stefan Leitner auch nach dem tragischen Tod des Waldbauern Stefan Brenner, der bei Arbeiten in einem Windwurf ums Leben kommt. Bei alldem kann sich der neue Förster allerdings auf die Unterstützung der bewährten Waldarbeiter verlassen, die neuerdings auch Tätigkeiten als Gemeindearbeiter übernehmen müssen.
Anna Rombach gewinnt die Bürgermeisterwahl und leitet fortan die Geschicke Küblachs vom Rathaus aus, während ihr Mann Markus sich weiterhin um das Sägewerk kümmert.
Staffel 19:
Daniel ist stetig unzugänglich, mürrisch und behandelt jeden unwirsch, denn ihm macht der Umzug seines Vaters nach Griechenland zu schaffen. Weitaus besser geht es Wolfgang. Die Hochzeit mit Marianne steht unmittelbar bevor. Für diesen Anlass benötigt er einen neuen Anzug, den er sich im Geschäft „zur Anprobe“ ausleiht. Von nun an wird das sündhaft teure Stück vor Marianne in der Scheune versteckt. Am Tag der Hochzeit sperrt sich Wolfgang ein und lässt alle auf dem Standesamt warten. Er befreit sich durch das Fenster und fährt per Anhalter in einem Kleinwagen mit, in dem ihm ein Bernhardiner auf den Anzug speichelt. Arg lädiert kommt er beim Standesamt an, wo nur noch Stefan wartet. Die übrige Hochzeitsgesellschaft hat sich bereits zerstreut. Marianne will nun nichts mehr von Wolfgang wissen, weshalb er notgedrungen wieder bei seinem Sohn einzieht. Marianne verarbeitet die Enttäuschung, indem sie ihr Brautkleid verbrennt. Wolfgang schmiedet daraufhin den Plan, seine Angebetete dadurch zurückzugewinnen, dass er ihr ein neues Kleid kauft. Dieses Vorgehen führt letztlich zum Erfolg und die beiden werden romantisch unter freiem Himmel getraut.
Wolfgang langweilt sich schon kurz darauf in seinem Dasein als Ehemann und soll deswegen einen neuen Maibaum für die Gemeinde anfertigen. Als die Arbeiten an dem Maibaum beginnen, ist Josef trotz einer schweren Grippe mit von der Partie. Doch offenbar hat er seine Kräfte überschätzt: Er bricht mit Atemnot zusammen. Da auch im Krankenhaus nicht geklärt werden kann, woran Josef leidet, wird er kurz darauf wieder entlassen. Wolfgang setzt die Sorge um seinen Freund schwer zu und er wirft Sonja vor, durch eine falsche Behandlung für Josefs schlechten Zustand verantwortlich zu sein. Als Mariannes Bruder erneut beim Maibaumstreichen zusammenbricht, nachdem er in Sonjas Praxis war, sieht Wolfgang seinen Verdacht bestätigt. Stefan und Sonja allerdings vermuten die Ursache für die Zusammenbrüche beim Maibaum und tatsächlich finden sie heraus, dass Josef auf einen Inhaltsstoff der Farben allergisch reagiert.
Das von Stefan initiierte deutsch-kanadische Austauschprojekt unter den Waldarbeitern läuft an: Für Georg Binder kommt der junge und noch unerfahrene Tom Keller, in den sich Jenny augenblicklich verliebt. Zu ihrer maßlosen Enttäuschung gesteht der junge Mann ihr allerdings bald, dass er schwul ist. Für Ärger sorgt mal wieder Daniel: Er schwänzt die Schule und zieht mit anderen Halbwüchsigen durch Küblach. Als er und seine Kumpel die Waldarbeiter bestehlen wollen, erfahren Stefan und Sonja von den Umtrieben des Jungen und können ihn zur Vernunft bringen.
Stefan kauft für Sonja einen Verlobungsring und will ihr einen Heiratsantrag machen. Vorher erzählt er Markus davon, welcher sich in Gegenwart von Anna verplappert. Da Stefan am Abend nicht dazu kommt, um Sonjas Hand anzuhalten, ist es Anna, die ihrer Freundin am nächsten Tag die freudige Nachricht überbringt. Dennoch gelingt es den beiden Verliebten, sich in einer romantischen Umgebung das Eheversprechen zu geben. Kurz darauf kann Sonja Stefan ihrerseits überraschen: Sie ist schwanger. Das Liebesglück scheint auch in Josefs Leben wieder Einzug zu halten: Nachdem Wolfgang eine Kontaktanzeige für ihn aufgegeben hat, taucht Josefs Ex-Frau Gerlinde auf und will ihn zurück.
In Küblach kommt es zu Infektionen mit Q-Fieber, von denen auch Sonja betroffen ist. Sie und das Baby überstehen aber alles unbeschadet und Stefan hält nochmals um Sonjas Hand an.
Staffel 20:
Sonja und Stefan heiraten. Lukas wird geboren. Stefan erfährt später, dass nicht er Lukas' Vater ist, sondern Sonjas geschiedener Mann Karsten. Markus wird von Anna verlassen, obwohl er um seine Ehe gekämpft hat. Sie verliebt sich in Max Bachhofer und zieht mit David zu ihm. Wie sich herausstellt, ist Bachhofer ein unehelicher Sohn des verstorbenen Franz Rainders.
Staffel 21:
Ein Umweltskandal erschüttert Küblach, unter anderem finden sich Giftstoffe im Trinkwasser. So gibt es für Förster Stefan Leitner viel zu tun, wodurch der Trennungsschmerz von Sonja und ihren Kindern etwas abgemildert wird. Zudem lernt Stefan die Tierärztin Marie Stadler und ihre jüngere Schwester kennen, die seit kurzem einen Reiterhof betreiben. Marie und Stefan kommen sich nach gewissen Anfangsschwierigkeiten langsam näher.
Überraschenderweise stehen eines Abends Daniel und Lisa mit Lukas vor der Türe. Stefans Freude über das Wiedersehen wird allerdings schnell von der Nachricht über plötzlichen Tod Sonjas getrübt. Stefan beantragt das Sorgerecht für Lisa, bis zu deren Anerkennung durch das Familiengericht ist noch einige Überzeugungsarbeit zu leisten, zumal Stefan mit den vier Kindern überfordert zu sein scheint und Marianne aufgrund zweier Schlaganfälle zunächst einmal nicht mehr für die Kinderbetreuung zur Verfügung stehen kann.
Erschwerend hinzu kommt die Nachricht, dass die Forstdienststelle Küblach geschlossen werden soll, woran auch Max Bachhofer seinen Anteil hat, der in Stefan zunehmend nur jemanden sieht, der seine Geschäftspläne zunichtemachen möchte.
Ein Luchs-Auswilderungsprojekt führt Förster Leitner in das Gebiet um den Tegernsee, wo auch Marie Stadler eine Arbeitsstelle als Tierärztin angenommen hat. Als Stefan die Leitung der dortigen Forstdienststelle angeboten bekommt, scheint ihm dieses Angebot nicht ungelegen zu kommen.
Staffel 22:
Stefan will das Angebot, die Forstdienststelle am Tegernsee zu übernehmen, annehmen und kündigt deshalb in Küblach. Da aber überraschend dieses Angebot zurückgenommen wird, ist Stefan gezwungen, sich nach einer neuen Stelle umzusehen. Diese findet er in Störzing.
Staffel 23:
Das Walderlebniszentrum von Störzing, das Stefan bauen soll, steht kurz vor der Vollendung. Im Hause Leitner hat sich Nachwuchs angekündigt, denn Stefans Tochter Jenny ist schwanger.
Staffel 24:
Wolfgang ist in Kanada, dafür hilft Xaver in der Jugendherberge aus. Maries Schwester Daniela stirbt bei einem Tauchunfall. Deren Mann Peter findet eine neue Verwalterin für den Pferdehof. Eva und Ronald finden zusammen. Stefan macht Marie nach einem Autounfall einen Heiratsantrag (Schlussszene der Serie).

## Drehorte

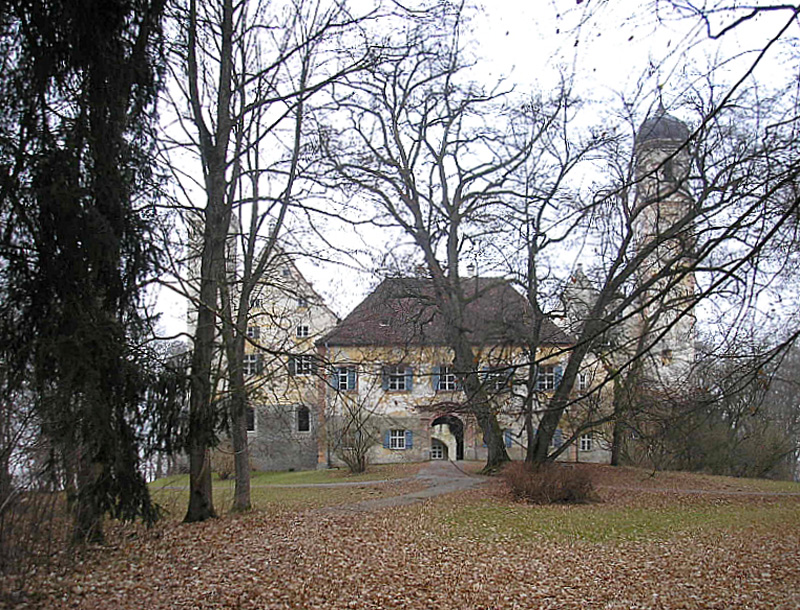
Schloss Bernried, in der Realität Schloss Hofhegnenberg

Die Außenaufnahmen (Küblach) wurden zunächst in Isen in Oberbayern gedreht, wo sich auch in den früheren Folgen der Gasthof Ochsen befindet (damalige Metzgerei und Gasthof Anzenberger). Zu Beginn wurden darüber hinaus viele Außendrehs in der Region um Röhrnbach und Poschetsried im Bayerischen Wald vorgenommen.
Ab 1997 wurde dann in Ortenburg im Landkreis Passau gedreht. Die Ortsschilder wurden für die Dreharbeiten in Küblach geändert, der Gasthof zur Post war als Gasthof zum Ochsen zu sehen, sehr oft wurden auch der Marktplatz und das Rathaus als Kulisse verwendet. Die meisten Außen- und Landschaftsaufnahmen der ersten 17 Staffeln stammen aus der Region um Oberseilberg im Bayerischen Wald, wichtige Drehorte waren damals auch Passau und Freyung. Das Forsthaus der Staffeln 1–17 selbst und dessen Außengelände befinden sich in den oberbayerischen Wäldern südlich von Dietramszell. Unmittelbar in der Nähe des Forsthauses befindet sich auch der Dietramszeller Waldweiher, der in vielen Folgen als See zu sehen ist. Die unweit hiervon gelegene Kirche Maria Elend diente in den Staffeln 2–21 ebenfalls als Kulisse für die Serie. Das Schloss Bernried im Film ist das echte Schloss Hofhegnenberg bei Mering in Schwaben. Als Kloster ist von außen häufig das Kloster Dietramszell zu sehen, die Innenaufnahmen des Klosters stammen in der Regel aus dem Kloster Benediktbeuern. Der Großteil der Dreharbeiten für Folge 11 aus der 3. Staffel erfolgte in Kenia. Für die 17. Staffel wurde auch in Südafrika gedreht.
Ab der 18. Staffel wurde nach Auslandsdrehs bei Calgary und auf Island der neue fiktive Ort Störzing eingeführt, die Dreharbeiten erfolgten seitdem vor allem im Gebiet um den Starnberger See und den Ammersee, hauptsächlich wurde in Starnberg, Iffeldorf und in Dießen gedreht.

## Musik

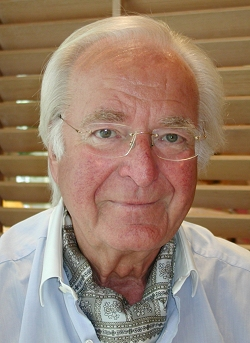
Komponierte die Titelmusik zum Forsthaus Falkenau: Martin Böttcher (2002)

Die Titel- und Schlussmusik der Serie stammt vom deutschen Komponisten Martin Böttcher, der auch zur ersten Staffel der Serie die komplette Musik komponierte. Ursprünglich war die Titelmusik für die Serie Die Schwarzwaldklinik vorgesehen. Dann wurde dafür aber der Komponist Hans Hammerschmid engagiert. Nach der Erstveröffentlichung auf Langspielplatte ist die Musik 1989 auch auf CD erschienen.
Das Hauptthema der Serie wurde bisher dreimal aktualisiert und moderner eingespielt, wobei diese „Aktualisierung“ aber nicht Martin Böttcher übertragen wurde, sondern Bernhard Zeller. In den ersten acht Staffeln war die ursprüngliche Fassung der Titelmelodie in Vor- und Abspann zu hören. Seit der neunten Staffel wurde eine aktualisierte Neufassung verwendet. Mit Einführung des neuen Försters Stefan Leitner in der 18. Staffel wurde eine weitere neue Version vorgestellt, die nur noch entfernt an das Original von Martin Böttcher erinnert. Seit der 22. Staffel wird eine komplett neue Titelmusik von Bernhard Zeller verwendet.

## Trivia
- Die Serie wurde unter Fachberatung produziert, um den Alltag im Forst realitätsgetreu darzustellen. Das Schießen und Aufbrechen von Wild wird nicht gezeigt. Dies wurde damit begründet, dass Kinder zuschauen. Allerdings wurde auch darüber hinaus vielfach idealisiert, etwa wenn ein verletztes Rehkitz von der Familie gesundgepflegt und dann in die Freiheit entlassen wird, was in der Realität so nicht praktiziert werden könnte.
- Michael Wolf, Darsteller des Markus Rombach, ist neben seiner Karriere als Schauspieler auch ein erfolgreicher Produzent. Gemeinsam mit Michael Herbig produzierte er den Kinofilm Der Schuh des Manitu. Hauptsächlich ist er als Anwalt tätig.
- Norbert Gastell (Forstdirektor Leonhard) war bis zu seinem Tode die deutsche Synchronstimme von Homer Simpson.
- Sky du Mont spielte in der ersten Staffel Eric Zurbriggen, Martins Rivalen um Silva, und in den Staffeln 9 und 10 Susannas Chef Dr. Herzog. Im echten Leben war er mit Christian Wolffs erster Ehefrau Helga Lehner verheiratet und Stiefvater von beider Sohn Sascha (1967–2020).
- Die Serieneltern von Angelika, Ingrid Capelle und Hans Quest, waren auch im wirklichen Leben verheiratet. Als Trude und Max Grassmann sind sie nur einmal bei der Hochzeit von Martin und Angelika zu sehen und wurden von den Autoren der Serie bei späteren Familienfeiern oder der Beisetzung ihrer eigenen Tochter nicht mehr berücksichtigt.
- Die Staffeln 1–14 wurden im Bildseitenverhältnis 4:3 gedreht, seit der 15. Staffel wird das 16:9-Format verwendet.
- Im ZDF wurde der 90-minütige Pilotfilm am 11. April 1989 um 20:15 Uhr ausgestrahlt. Die ersten beiden Staffeln wurden dann jeweils dienstags und donnerstags (erste Staffel) bzw. dienstags (zweite Staffel) um 17:45 Uhr gezeigt, wo die Folgen eine Länge von jeweils 50 bis 52 Minuten hatten. Mit der Verlegung des Sendeplatzes auf den Freitagabend um 19:25 Uhr ging auch eine Kürzung der Sendezeit auf etwa 43 bis 46 Minuten einher. Um bei späteren Wiederholungen eine einheitliche Länge zu gewährleisten, wurden die Folgen der ersten beiden Staffeln deshalb auf jeweils etwa 45 Minuten gekürzt, der Pilotfilm in zwei Hälften geteilt.
- Fünf Folgen der ersten Staffel wurden auf DVD nur in der gekürzten Fassung veröffentlicht. Der Bezahlsender Heimatkanal zeigte diese Folgen noch jahrelang in der ursprünglichen Laufzeit. Nach einer Umstellung auf das 16:9-Format lief die Serie dort ab November 2012 nicht mehr im ursprünglichen Bildseitenverhältnis 4:3, sondern in nachträglich beschnittenem 16:9, dies allerdings nur vorübergehend. Etwa seit 2019 greift auch der Heimatkanal für die Ausstrahlung auf die gekürzten Fassungen der ersten beiden Staffeln zurück.
- Von den Folgen der ersten Staffeln existieren jeweils zwei verschiedene Versionen. Bei der einen Version werden die Folgentitel in Großbuchstaben eingeblendet, bei der anderen in normaler Schreibweise. Teilweise weichen die Titel sogar leicht voneinander ab (Hertas Geheimnis/Herthas Geheimnis, Gift-Spuren/Giftspuren, Ich bin so glücklich/„Ich bin so glücklich“, Die Großstadt Pflanze/Die Großstadtpflanze). Weiterhin sind die Abspänne nicht immer identisch, das heißt Nebendarsteller, die in der einen Version genannt werden, fehlen in der anderen. Die Rolle Silva Baroness von Bernried wird in der einen Version laut Abspann fehlerhaft „Sylva“ geschrieben. Am markantesten ist, dass Nora von Collande in der fünften Staffel nur bei der einen Version in den Vorspann aufgenommen wurde. So bleibt sie in der anderen Version während der kompletten fünften Staffel ungenannt. Ab der fünften Staffel sind beide Versionen nicht mehr durch die Schreibweise der Folgentitel erkennbar, da sie bei beiden in Großbuchstaben eingeblendet werden.
- In den Abspännen der Folgen der ersten vier Staffeln werden neben den Namen der Darsteller auch die Namen der Hauptrollen und oft die von einigen jeweils wichtigen Nebenrollen genannt. Bei dem Namen des ältesten Rombach-Sohnes variiert die Schreibweise zwischen „Markus“ und „Marcus“. Auf Grund der gängigen Bezeichnung in Pressetexten und nicht zuletzt eines in den Folgen 22 und 26 sichtbaren, mit „Markus“ bestickten, Handtuch ist diese Variante als die korrekte Schreibweise anzusehen. Die wechselhafte Schreibweise geht vermutlich einher mit dem zuvor erwähnten Kuriosum zweier verschiedener Vor- und Abspannversionen der Folgen der ersten Staffeln. Möglicherweise ist dies auf verschiedene Versionen für die Ausstrahlung im deutschen und im österreichischen bzw. schweizerischen Fernsehen zurückzuführen.
- In Folge 77 stieg Jutta Speidel aus der Serie aus. Eine knappe Woche später zeigte das ZDF den Pilotfilm ihrer neuen Serie Alle meine Töchter. Dort spielte sie Margot Sander, die zunächst als Haushälterin des Richters Berthold Sanwaldt arbeitet. Die beiden treffen in der Stadt auf seinen Bekannten Vinzenz (Walter Buschhoff) mit zwei jungen Frauen im Arm.
- Sieben Jahre, nachdem Paul Hubschmid aus der Serie ausgestiegen war (der von ihm verkörperte Baron von Bernried starb), hatte seine Adoptivtochter Anouschka Renzi ihren ersten Auftritt als Beate Wellmann.
- In der Jubiläums-Folge 100 (Überraschungen) tritt Inge Meysel als Gaststar auf. Als Frau Mehring findet sie einen verletzten Storch im Wald.
- An den Dreharbeiten zur elften Staffel war Katharina Köhntopp nicht mehr beteiligt. In der Folge Feuer im Wald war Andrea lediglich in zwei Szenen zu sehen, für die ungenutztes Material aus der zehnten Staffel verwendet wurde. So handelt es sich bei der Szene, in der Melanie ihr mitteilt, dass Katharina verschwunden ist, erkennbar um eine Alternativaufnahme der Szene aus der Episode Lupus heißt der Wolf, wo Tobias Andrea aus demselben Grund während der Arbeit aufsucht. Bei den weiteren Szenen der Folge Feuer im Wald hat ein Double Andrea dargestellt, die nur noch von hinten oder von der Seite zu sehen war.
- Patrick Wolff, der Sohn von Christian Wolff, wirkte in den Folgen 64, 85, 97, 113, 129, 220 und 276 in verschiedenen Gastrollen mit. In vier Folgen trat er als Matthias Schnitzler auf und spielte auch Frank van den Heever, den finalen Gegner Rombachs in dessen letzter Folge Entscheidung in der Savanne.
- Die Staffeln 1 bis 16 wurden auch im Fernsehen von Österreich und der Schweiz ausgestrahlt. Einige Episoden (Folge 1 bis 5 der ersten Staffel, Folge 145 bis 152 der zwölften Staffel sowie die kompletten Staffeln fünf und neun) erlebten aus diesem Grund ihre Erstausstrahlung nicht im ZDF, sondern im ORF 2.
- Die letzte Episode mit Christian Wolff in der Hauptrolle des Försters wurde in Form eines Spielfilms am 29. Dezember 2006 ausgestrahlt. Als das ZDF pro Staffel eine größere Anzahl Folgen als bisher produzieren wollte, entschied er sich aus gesundheitlichen Gründen dazu, die Serie zu verlassen. Sein Ausstieg markiert gleichzeitig einen Wendepunkt, denn mit der Einführung eines neuen Försters und seiner Familie ging eine Überarbeitung der Serie einher, mit der ein Großteil der Stammbesetzung aus der Serie entlassen wurde. Bruni Löbel wollte in der Serie nicht mehr länger mitspielen, weil „sie persönlich nichts mit den neuen Hauptdarstellern verbinde“. Sie starb am 27. September 2006 kurz vor Beginn der Ausstrahlung der 17. Staffel. Daneben wurden auch die Rollen von Nicole Schmid, Gisela Uhlen, Walter Buschhoff, Norbert Gastell, Nikolai Bury, Volkert Kraeft, Sascha und Dennis Hornig, Cheyenne und Valentina Pahde, Diana Körner, Anja Schüte und Sabine Bach nicht weitergeführt. Eine Erklärung dafür, warum die Charaktere nicht mehr auftauchen, blieb größtenteils offen. Die Darsteller betonen, dass sie sich mit dem Sender einvernehmlich getrennt haben. Gisela Uhlen und Walter Buschhoff starben am 16. Januar 2007 bzw. 7. Dezember 2010. Lediglich Michael Wolf und Julia Grimpe waren als Nebenrollen auch ab der 18. Staffel weiterhin sporadisch zu sehen. Mit der Verlagerung des Seriengeschehens von Küblach nach Störzing am Ammersee in der 22. Staffel wurden auch sie und die weiteren verbliebenen Küblacher Charaktere (mit Ausnahme von Hans Stadlbauer als Franz Breitkreuz) aus der Serie entlassen.
- Der Hut von Martin Rombach wurde von der ersten bis zur 17. Staffel nicht ausgetauscht. Auch den Geländewagen von Förster Rombach übernimmt Stefan Leitner auf Anraten von Markus Rombach in der 18. Staffel zunächst. Sein Vater Wolfgang beschädigt diesen bei einer missglückten Fällaktion auf dem Hof der Leitners so stark, dass ein neuer Wagen angeschafft werden muss. Dieser ähnelt dem Vorgänger sehr.
- Das Stammlokal von Küblach heißt Zum Ochsen und ist ein ur-bayerisches Lokal. Die Innenansichten wurden in einer Gaststätte in Oberbiberg gedreht, in der auch bereits Szenen für andere Serien und Filme gedreht wurden.[3] Hinter der Fassade der Außenansicht in Ortenburg befindet sich in der Realität ein griechisches Restaurant. Im Laufe der Serie wechselte sowohl Innen- als auch Außenansicht des Lokals mehrmals.
- Drei Mitglieder der Familie Fitz waren in der Serie zu sehen: Gerd Fitz spielte in den Staffeln 6 bis 15 den Waldbauern Walter Brucks, sein Sohn Michael Fitz war in Folge 188 als Harald „Harry“ Baumann zu sehen. Gerd Fitz’ Schwester Veronika Fitz gehört als Marianne Rainders seit Folge 223 zur Hauptbesetzung der Serie.
- Im Laufe der Serie wurden 17 verschiedene Vorspanne ausgestrahlt, davon drei als Filmtitel ohne Szenenbilder:
  - Folgen 1 bis 21: Christian Wolff – Katharina Köhntopp – Michael Wolf – Nicole Schmid – Bruni Löbel
  - Folgen 22 bis 27: Christian Wolff – Anja Kruse – Katharina Köhntopp – Michael Wolf – Nicole Schmid – Bruni Löbel
  - Folgen 28 bis 53: Christian Wolff – Anja Kruse – Michael Wolf & Katharina Köhntopp – Nicole Schmid, Nikolai Bury – Bruni Löbel – Walter Buschhoff
  - Folgen 54 bis 59: Christian Wolff – Bruni Löbel – Walter Buschhoff – Michael Wolf, Katharina Köhntopp – Nikolai Bury & Nicole Schmid
  - Folgen 60 bis 79: Christian Wolff – Nora von Collande – Bruni Löbel – Walter Buschhoff – Michael Wolf, Katharina Köhntopp – Nikolai Bury, Nicole Schmid
  - Folgen 80 bis 105: Christian Wolff – Nora von Collande – Bruni Löbel – Walter Buschhoff – Michael Wolf, Katharina Köhntopp – Nikolai Bury, Nicole Schmid
  - Folgen 106 bis 144: Christian Wolff – Nora von Collande – Bruni Löbel – Walter Buschhoff – Michael Wolf – Katharina Köhntopp – Nikolai Bury, Nicole Schmid
  - Folgen 145 bis 183: Christian Wolff – Nora von Collande – Bruni Löbel – Walter Buschhoff – Michael Wolf – Sascha und Dennis Hornig – Nikolai Bury, Nicole Schmid
  - Folgen 184 bis 219: Christian Wolff – Anja Schüte – Bruni Löbel – Walter Buschhoff – Julia Grimpe & Michael Wolf – Cheyenne und Valentina Pahde, Sascha und Dennis Hornig – Nicole Schmid, Nikolai Bury
  - Folge 220: Christian Wolff – Anja Schüte – Diana Staehly – Patrick Wolff – Florian Panzner – Punky Dladla
  - Folgen 221 bis 235: Hardy Krüger jr. – Tina Bordihn – Teresa Klamert – Lion Sokar – Paulina Schwab – Martin Lüttge – Veronika Fitz – Günther Schramm
  - Folge 236: Hardy Krüger jr. – Tina Bordihn – Julia Stinshoff – Tom Beck – Peter Kremer – Charlotte Schwab – Martin Lüttge – Günther Schramm
  - Folgen 237 bis 251: Hardy Krüger jr. – Tina Bordihn – Teresa Klamert – Lion Sokar – Paulina Schwab – Martin Lüttge – Veronika Fitz – Günther Schramm (siehe oben)
  - Folge 252: Hardy Krüger jr. – Tina Bordihn – Steffen Wink – Martin Lüttge – Günther Schramm – Thomas Balou Martin – Frederic Lindemann – Isabel Tuengerthal – Teresa Klamert – Olafía Hrönn Jonsdóttir – Paulina Schwab
  - Folgen 253 bis 267: Hardy Krüger jr. – Tina Bordihn – Teresa Klamert – Lion Sokar – Paulina Schwab – Martin Lüttge – Veronika Fitz – Günther Schramm (siehe oben)
  - Folgen 268 bis 281: Hardy Krüger jr. – Gisa Zach – Maxi Warwel – Teresa Klamert – Lion Sokar – Paulina Schwab – Martin Lüttge – Veronika Fitz – Günther Schramm
  - Folgen 282 bis 309: Hardy Krüger jr. – Gisa Zach – Maxi Warwel – Martin Lüttge – Veronika Fitz – Günther Schramm
  - Folgen 310 bis 312: Hardy Krüger jr. – Gisa Zach – Maxi Warwel – Martin Lüttge – Veronika Fitz – Günther Schramm
  - Folgen 313 bis 321: Hardy Krüger jr. – Gisa Zach – Manou Lubowski – Martin Lüttge – Veronika Fitz – Günther Schramm

## Parodien
Das Forsthaus Falkenau wird mitunter in anderen Produktionen parodiert:
Im Verlauf der dritten Staffel der Reihe Switch – TV gnadenlos parodiert nahm man sich mehrfach der Serie an. In der dritten Folge geht es in einem Sketch namens Jagd darum, dass Martin (Michael Müller) und Florian (Bernhard Hoëcker) die frische Luft im Wald genießen und ihn und seine Tiere schützen wollen. Gleichzeitig erledigen sie die Wege zur Mülltonne und zum Briefkasten mit Martins Jeep. Später gerät Martin in Erklärungsnot, als Florian fragt, warum er ein Rehkitz und dessen Mutter, ein Rotkehlchen und drei Hasen erschießen musste. Die sechste Folge beginnt mit einer Programmankündigung der Serie durch Petra Nadolny, die nicht erkennen kann, was ihr der Teleprompter anzeigt. Nach mehreren Fehlversuchen („Frostschloss Falkenau“, „Rostschutz Plattenbau“, „Kotzt Schulz? Alte Sau!“) gibt sie auf. In der siebten Folge geht es um Böse Stadtmenschen. Vom Hochsitz aus beobachten Martin und Florian einen Exhibitionisten, der eine Spaziergängerin (Petra Nadolny) erschreckt, einen Mann, der Giftmüll in den Wald kippt und einen weiteren Mann (Peter Nottmeier), der an die „kanadische Zwergbucheneiche“ uriniert. Martin erklärt Florian, dass die Natur sich nicht selbst helfen könne und sie deshalb die Bestrafung der Menschen übernehmen müssten. Er zeigt Florian, wie man auf sie schießen kann. Dann überlassen die beiden den angeschossenen Mann den „großen roten Waldameisen“. In der achten Folge geht es um die „Waldarbeiter“ Gustl (Michael Kessler) und Vinzenz (Peter Nottmeier), die Martin laut Florian als „stinkfaul“ und „saudoof“ beschrieben hat. Als die Waldarbeiter darauf wütend reagieren, fährt Martin davon und lässt Florian allein bei ihnen zurück, obwohl dieser eigentlich seine Hausaufgaben machen müsste, damit er nicht auch nur „so ein verblödeter Waldarbeiter“ werde.
2011 wurden unter dem Titel ZDF-Mashups mehrere vierminütige Clips produziert, in denen einige ausgewählte ZDF-Produktionen neu zusammengeschnitten und synchronisiert wurden. Die einzelnen Episoden wurden auf der Internetseite des ZDF veröffentlicht und im Nachtprogramm von ZDFneo ausgestrahlt. Einige Szenen aus der neunten Staffel von Forsthaus Falkenau wurden zu Forsthaus Falkengau verarbeitet. Förster Martin (Christian Wolff) sucht hier vergeblich nach Tieren in seinem Revier. Sein Vater (Norbert Gastell) klärt ihn darüber auf, dass die Tiere im Forsthaus Falkenau schon lange nur gut bezahlte Statisten seien, die nur zum Dreh kämen. Die anderen Tiere würden sich für Superstars halten und jetzt bei Dieter Bohlen röhren. Dummerweise hat Martin der Bundesregierung eine Treibjagd versprochen. Zum Dank dafür hat Bundeskanzlerin Angie Merkel angekündigt, eine Gastrolle in der Serie zu übernehmen. Umweltminister Norbert Röttgen und Martin finden den Kompromiss, dass in seinem Revier für 30.000 Jahre Atommüll gelagert werden soll. Mit einem Einkaufsgutschein für den Bioladen und einer Fahrkarte kann Martin auch die „Hippies“ (unter anderem Nikolai Bury, Lorenz Hartung, Nicole Kersten, Daniel Muck, Nicole Schmid, Carol Seyboth) zufriedenstellen, die den Castortransport zunächst nicht passieren lassen wollen. Und von dem Geld für die Lagerung sollen neue, stattliche Hirsche gekauft werden.
Der Titel des 2022 in Österreich gestarteten Reality-Formats Forsthaus Rampensau ist eine Anspielung auf den Namen der Serie.

## Medien

### Tonträger
- Martin Böttcher und sein Orchester: Forsthaus Falkenau – Das Album zur großen Fernsehserie im ZDF, 1 LP/CD, Teldec, 1989 (Soundtrack der ersten Staffel)
- Diverse: Die schönsten Melodien aus dem ZDF – Musikalische Höhepunkte beliebter ZDF-Serien, 2 CD/MC, OTS Concept Communication GmbH, 1994 (Titelmusik)
- Martin Böttcher und sein Orchester: Die schönsten Film- und Fernsehmelodien, 1 CD, Polydor (Universal), 1996 (Titelmusik)
- Diverse: Switch – Die CD. Vol. 2, 1 CD, Edel, 1999 (Opener Forsthaus Falkenau/Jagd)
- Martin Böttcher: Die großen Film- und TV-Melodien, 2 CDs, Eastwest (Warner), 2005 (alternative Versionen von Marianne’s Melodie und Einsam)
- Diverse: Generation Fernseh-Kult 5, 2 CDs, Arista Usa (Sony BMG), 2006 (Titelmusik)
- Martin Böttcher und sein Orchester: Forsthaus Falkenau – Das Album zur großen Fernsehserie im ZDF, MP3-Download, Teldec/EastWest Germany, 2009 (Soundtrack der ersten Staffel)
- Martin Böttcher: Die 85 größten Film- und TV-Melodien, 4 CDs, Warner Music International (Warner), 2012 (Titelmusik/Silva’s Melodie)

### DVDs
- Forsthaus Falkenau: Staffel 1, 4 DVDs, Universum Film GmbH, 25. September 2006 (Digipak)
- Forsthaus Falkenau: Staffel 2, 4 DVDs, Universum Film GmbH, 2. Juli 2007 (Digipak)
- Die Schwarzwaldklinik: Staffel 3, 4 DVDs, Universum Film GmbH, 8. Oktober 2007 (Digipak) (Das größte Fest des Jahres – Weihnachten bei unseren Fernsehfamilien (1991))
- Forsthaus Falkenau: Staffel 3, 4 DVDs, Universum Film GmbH, 21. April 2008 (Digipak)
- Forsthaus Falkenau: Staffel 4, 4 DVDs, Universum Film GmbH, 6. Oktober 2008 (Digipak)
- Die Schwarzwaldklinik (Komplettbox Haus), 24 DVDs, Universum Film GmbH, 10. November 2008 (Das größte Fest des Jahres – Weihnachten bei unseren Fernsehfamilien (1991))
- Forsthaus Falkenau: Staffel 5, 4 DVDs, Universum Film GmbH, 16. Februar 2009 (Digipak)
- Forsthaus Falkenau: Staffel 6, 3 DVDs, Universum Film GmbH, 12. Juni 2009 (Digipak)
- Forsthaus Falkenau: Staffel 7, 3 DVDs, Universum Film GmbH, 11. September 2009 (Digipak)
- Forsthaus Falkenau: Staffel 8, 3 DVDs, Universum Film GmbH, 22. Januar 2010 (Digipak)
- Forsthaus Falkenau: Staffel 9, 3 DVDs, Universum Film GmbH, 9. April 2010 (Digipak)
- Die Schwarzwaldklinik: Staffel 3, 4 DVDs, Universum Film GmbH, 2. Juli 2010 (Jumbo Amaray) (Das größte Fest des Jahres – Weihnachten bei unseren Fernsehfamilien (1991))
- Die Schwarzwaldklinik: Die Komplettbox zum 25. Jubiläum, 24 DVDs, Universum Film GmbH, 2. Juli 2010 (Das größte Fest des Jahres – Weihnachten bei unseren Fernsehfamilien (1991))
- Forsthaus Falkenau: Staffel 10, 3 DVDs, Universum Film GmbH, 16. Juli 2010 (Digipak)
- Forsthaus Falkenau: Staffel 11, 3 DVDs, Universum Film GmbH, 1. Oktober 2010 (Digipak)
- Forsthaus Falkenau: Staffel 12, 3 DVDs, Universum Film GmbH, 21. Januar 2011 (Digipak)
- Forsthaus Falkenau: Staffel 13, 3 DVDs, Universum Film GmbH, 1. April 2011 (Jumbo Amaray)
- Forsthaus Falkenau: Staffel 1, 4 DVDs, Universum Film GmbH, 29. April 2011 (Jumbo Amaray)
- Forsthaus Falkenau: Staffel 2, 4 DVDs, Universum Film GmbH, 29. April 2011 (Jumbo Amaray)
- Forsthaus Falkenau: Staffel 3, 4 DVDs, Universum Film GmbH, 29. April 2011 (Jumbo Amaray)
- Forsthaus Falkenau: Staffel 4, 4 DVDs, Universum Film GmbH, 29. April 2011 (Jumbo Amaray)
- Forsthaus Falkenau: Staffel 5, 4 DVDs, Universum Film GmbH, 29. April 2011 (Jumbo Amaray)
- Forsthaus Falkenau: Staffel 6, 3 DVDs, Universum Film GmbH, 29. April 2011 (Jumbo Amaray)
- Forsthaus Falkenau: Staffel 7, 3 DVDs, Universum Film GmbH, 29. April 2011 (Jumbo Amaray)
- Forsthaus Falkenau: Staffel 8, 3 DVDs, Universum Film GmbH, 29. April 2011 (Jumbo Amaray)
- Forsthaus Falkenau: Staffel 9, 3 DVDs, Universum Film GmbH, 29. April 2011 (Jumbo Amaray)
- Forsthaus Falkenau: Staffel 10, 3 DVDs, Universum Film GmbH, 29. April 2011 (Jumbo Amaray)
- Forsthaus Falkenau: Staffel 11, 3 DVDs, Universum Film GmbH, 29. April 2011 (Jumbo Amaray)
- Forsthaus Falkenau: Staffel 12, 3 DVDs, Universum Film GmbH, 29. April 2011 (Jumbo Amaray)
- Forsthaus Falkenau: Staffel 14, 3 DVDs, Universum Film GmbH, 8. Juli 2011 (Jumbo Amaray)
- Forsthaus Falkenau: Staffel 15, 3 DVDs, Universum Film GmbH, 7. Oktober 2011 (Jumbo Amaray)
- Forsthaus Falkenau: Staffel 16, 3 DVDs, Universum Film GmbH, 13. Januar 2012 (Jumbo Amaray)
- Forsthaus Falkenau: Staffel 17, 3 DVDs, Universum Film GmbH, 27. April 2012 (Jumbo Amaray)
- Forsthaus Falkenau: Staffel 18, 3 DVDs, Universum Film GmbH, 6. Juli 2012 (Jumbo Amaray)
- Forsthaus Falkenau: Staffel 19, 3 DVDs, Universum Film GmbH, 5. Oktober 2012 (Jumbo Amaray)
- Forsthaus Falkenau: Staffel 20, 3 DVDs, Universum Film GmbH, 11. Januar 2013 (Jumbo Amaray)
- Forsthaus Falkenau: Staffel 21, 3 DVDs, Universum Film GmbH, 19. April 2013 (Jumbo Amaray)
- Forsthaus Falkenau: Staffel 22, 3 DVDs, Universum Film GmbH, 26. Juli 2013 (Jumbo Amaray)
- Forsthaus Falkenau: Staffel 23, 3 DVDs, Universum Film GmbH, 25. Oktober 2013 (Jumbo Amaray)
- Forsthaus Falkenau: Staffel 24, 3 DVDs, Universum Film GmbH, 7. März 2014 (Jumbo Amaray)

Die Folgen wurden bei der DVD-Veröffentlichung fortlaufend nummeriert, wobei den Verantwortlichen ein Fehler unterlaufen ist: Der Pilotfilm wurde nicht mitgezählt und die Episoden 28/29 wurden als eine Langfolge gezählt. Demzufolge wurde die Jubiläums-Folge 100 als 98. Folge veröffentlicht und auch die Nummerierung aller weiteren Episoden weicht von der tatsächlichen Zählweise ab.
Fünf Episoden der ersten Staffel wurden aus unbekannten Gründen lediglich in gekürzter Form veröffentlicht. Es handelt sich um die Folgen Liebeskummer (gekürzt um etwa 7 Minuten), Der Standort des Auerhahns (etwa 4 Minuten), Nächtliche Flucht (etwa 6 Minuten), Eine unheimliche Nacht (etwa 6 Minuten) und Fließender Übergang (etwa 7 Minuten).
Seit der vierten Staffel werden die Folgen beziehungsweise ihr jeweiliger Abspann in einer bearbeiteten Version veröffentlicht: Bei der vierten Staffel läuft der Abspann schneller als in der originalen Fernsehversion und ist nicht mit der eigentlichen – etwas abgewandelten – Abspannmusik untermalt, sondern mit der Melodie des Vorspanns. In einigen Episoden ist zu Beginn des Abspanns zu hören, dass ein Tonschnitt vorgenommen wurde. Ab der fünften Staffel wurde dann wieder die originale Abspannmusik belassen, die auf Grund der doppelten Geschwindigkeit des Abspanns nur bis zur Hälfte zu hören ist.
Während die Veröffentlichung der regulären Staffeln der Serie seit 2006 sukzessive vervollständigt wird, hat man die drei Sonderfolgen dabei bisher nicht berücksichtigt. Bei der Veröffentlichung der Serie Die Schwarzwaldklinik hingegen wurde vielfältiges Bonusmaterial herangezogen, darunter auch die gemeinsame Sonderfolge beider Serien (Das größte Fest des Jahres – Weihnachten bei unseren Fernsehfamilien von 1991).